# 都灵
都灵（義大利語： [toˈriːno] ⓘ，又譯托里諾；皮埃蒙特語：Turin tyˈɾiŋ），是位于意大利北部的重要工业城市，皮埃蒙特大区和都灵廣域市的首府，意大利第三大城市。它坐落在波河的左岸，距離米蘭大約140公里，阿尔卑斯山环绕在城市的西北。都灵中心区有面积130km²，人口約85萬，是意大利人口第四多的城市；都灵城市区有面积1,126.6 km²，人口約174萬；都灵都市圈有面积1,977 km²，人口約220萬（占意大利总人口的3.4%）。
都灵是一国际化的欧洲城市， 都灵有时被称为“意大利自由的摇篮”、“阿尔卑斯之都”、“萨沃亚之都”。它拥有众多的文化設施和其他名胜。都灵因为它的巴洛克、洛可可和新古典主义法式建筑而举世闻名。它的很多广场、城堡、庭园和宫殿（如夫人宫），都是由西西里建筑师菲利波·尤瓦拉建造的，他在设计时借鉴了法国经典建筑凡尔赛宫。 这些法式建筑的典范包括：王宫、斯杜皮尼吉行宫和苏贝加大教堂。許多意大利高等教育機構位於此地，如都灵大学、都灵理工大学、都灵美术学院、都灵音乐学院等。还有许多重要和著名的博物馆，如埃及博物馆 和安托内利尖塔。
都灵曾经是欧洲重要的政治中心。1563年，它成为了萨伏依公国的首都，随后是萨伏依王室统治下的萨丁尼亚王国的首都，最后是意大利统一之后的第一个首都（1861年—1865年）。 同时，它也是萨沃亚王室（意大利王室）的故乡。 虽然因为第二次世界大战，它的大部分政治意义和重要性都丢失了，它还是在战后成为了欧洲重要的工业、商业和贸易的集散地。它现在是意大利的工业中心之一，和米兰、热那亚组成了“工业铁三角”。从经济上来说，都灵紧随罗马和米兰之后，是意大利第三大城市。 它的GDP高达580亿美元，排名世界第78位。 虽然不像罗马、米兰那样是“Alpha或Bata级别的世界级城市”，GaWC评其为“Gamma”级别。
都灵是意大利汽车制造业的摇篮，被称为“意大利汽车之都”或者“意大利的底特律”。是汽车品牌飛雅特、蘭吉雅和愛快羅密歐的总部所在地。 都灵还拥有足球俱乐部尤文图斯和都灵足球俱乐部，举办过2006年冬季奥林匹克运动会。一些国际空间站设备，如和谐号节点舱和哥伦布实验舱，也是在都灵制造的。

## 历史

### 古罗马时期

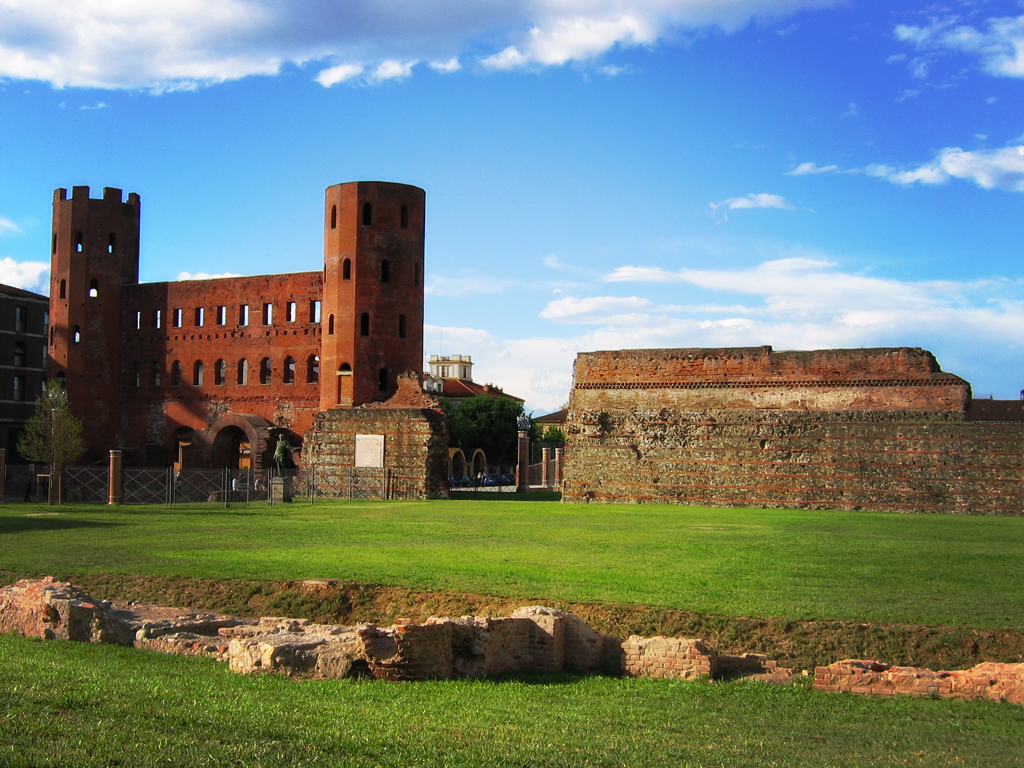
帕拉蒂内城门

都灵最早的居民要追溯到公元前3世纪，当时这里是个小村落，由属于萨拉西人的凯尔特—利古里亚部落所占据。他们自称为陶里尼人，并且将他们的定居地命名为“Taurasia”。前218年，部分居民与罗马联盟，共同对抗汉尼拔率领的迦太基军队。因为都灵的地理位置十分重要，是穿越阿尔卑斯山之后，南下意大利半岛最先面对的城市。最终，他们阻挡迦太基军队达三天之久。
城市真正意义上的起源，要追溯到凯撒大帝在高卢战争时期所修建的古罗马兵营(前58年)，被称为“Castra Taurinorum”。前29年，这里成为了罗马帝国的殖民地，城市名称为“Augusta Taurinorum”(陶利尼人的奥古斯都，Tau是“山”的意思)。逐渐地城市的名字被简称为Taurinorum，以及Taurinos，演化成为现在的Torino，这些都是源于Taurini一词。当时都灵有将近5,000人口，都居住在城墙内。在这段时期，一座规划整齐的城市逐渐发展起来，建造了犹如棋盘一样街道，这样的城市布局保留至今。
1世纪前后，建造了古罗马剧场(如今很大一部分已经消失)，现在依然保存完好的帕拉蒂内城门也是建造于这个时期。69年，因卷入奧索和维特里乌斯的内战，城市大部分毁于战火。312年，为争夺权力，君士坦丁一世和马森齐奥进行了都灵之战。

### 中世纪
罗马帝国衰落之后，都灵先后由东哥特人、伦巴底人占领，并在后者统治期间，被划分为公爵领地。773年，查理大帝将此占领。在之后的几个世纪，都灵一直作为神圣罗马帝国的伯爵领地，先后经过了多位统治者。
940年，成立都灵边境区(法兰克加洛林王朝)，由阿尔杜伊尼卡家族统治。统治了四代之后，阿德莱德得到统治权。1045年，她与翁貝托一世(萨伏伊家族的先祖)的儿子奧東结婚。从此，萨伏伊家族开始统治都灵。当都灵伯爵(1092年—1130年和1136年—1191年)的身份由主教兼任时，它的统治者也成為采邑主教。
奥多内去世之后，儿子皮特羅一世和阿梅迪奧二世相继统治，但实权仍掌握在他们的母亲手中，直至她去世。阿德莱德的去世，也引起了皮埃蒙特地区的内战，即当地的权贵家族和被认为是“外人”的萨伏伊家族之间的战争。在此之后，萨伏伊家族为以原领地莫列讷河谷(今法国南部)作为基础，卷入无间断的战争中，混乱的局势维持了一个多世纪。
12世纪，都灵成为自由城邦，但是周围地区掌权的封建领主、主教没有放弃占领都灵的意图，依然向萨伏伊家族不断进攻。1230年—1235年，都灵由蒙费拉托侯爵(也称都灵之主)统治。1251年，托馬索二世在腓特烈二世的帮助下得到了城市统治权，不过并没有能建立属于萨沃亚家族的政权，最终由他的儿子托馬索三世在1280年成功实现。
14世纪初，阿梅迪奧五世将萨伏伊家族在法国和意大利的领地划分出来。1360年，被称为“绿伯爵(Conte Verde)”的阿梅迪奧六世废除都灵的自治权，完全由萨伏伊家族统治。
15世纪，城市重建，很多庭园和宫殿在此时修建。1404年，成立都灵大学，也是意大利最古老的大学之一。1416年，阿梅迪奧八世将皮埃蒙特伯爵领地提升为公爵领地，并且将皮埃蒙特地区完全统一，并且成立都灵公爵议会。此时，都灵有人口20,000。

### 16世纪—18世纪

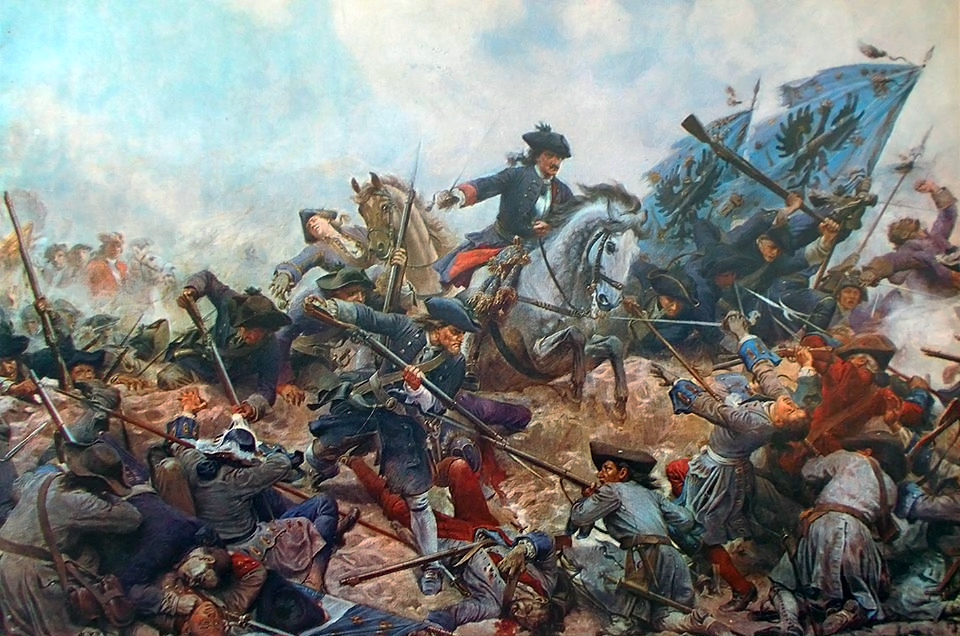
都灵包围战，利奥波德一世领军冲锋

16世纪，法国国王弗朗索瓦一世的军队在1536年—1562年间入侵城市。1562年，被称为“铁头(Testa di Ferro)”的埃马努埃莱·菲利贝托一世，将萨伏伊公国的首府从尚贝里迁移至此，并且建造了一座巨大的五角形防御要塞。
17世纪，公国获得了阿斯蒂、蒙费拉托和出海口。1620年，卡洛·埃马努埃莱一世在都灵诞生16个世纪之后，首次进行大规模城市扩建，依照古罗马时代的道路、城市格局进行城市建设。这样的城市扩建方式，在之后的几个世纪内为城市的扩张打好了基础。17世纪上半叶，修建了王家广场(如今的圣卡洛广场)、诺瓦街(如今的罗马街)和王宫。17世纪下半叶，规划并建造了第二道城墙，修建了带拱廊的波河街(走向为穿过街区的对角线，从城堡广场到波河桥)。
1706年，作为西班牙王位继承战争的一部分，进行了都灵包围战。整个城市顽强抵抗了117天，最终击败了法国军队。在这次胜利之后，1713年签订了乌得勒支和约，将公国上升为王国。都灵先后成为了西西里王国和萨丁尼亚王国的首都。此时，菲利波·尤瓦拉成为城市主要设计师，都灵有人口90,000。

### 19世纪

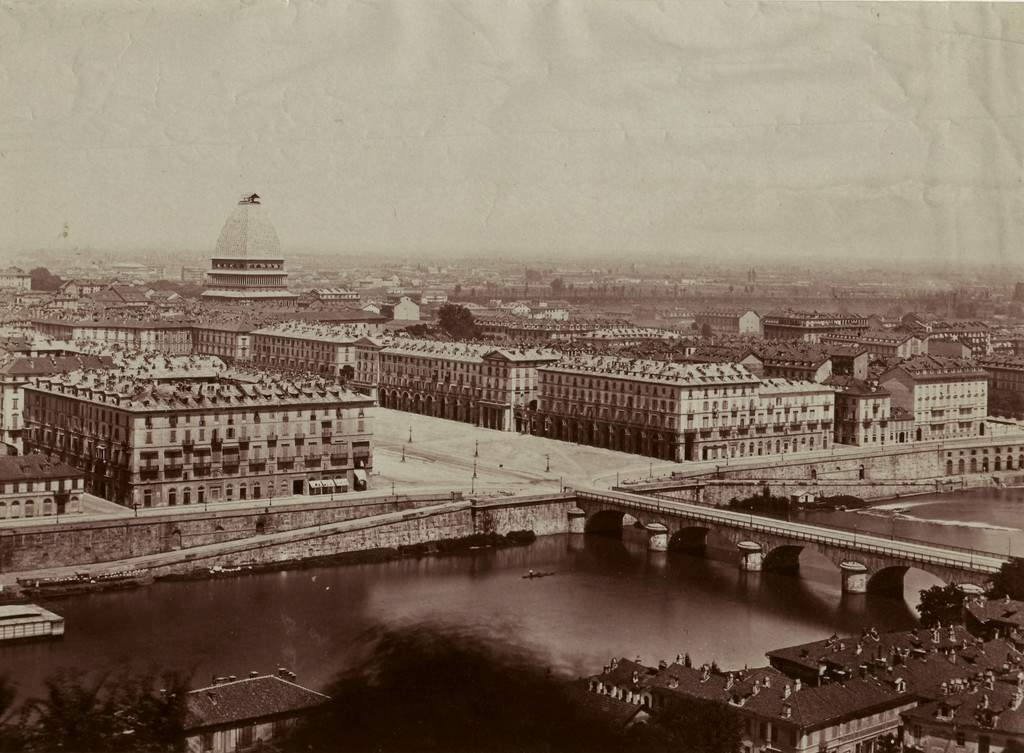
19世纪晚期的都灵，安托内利尖塔正在修建

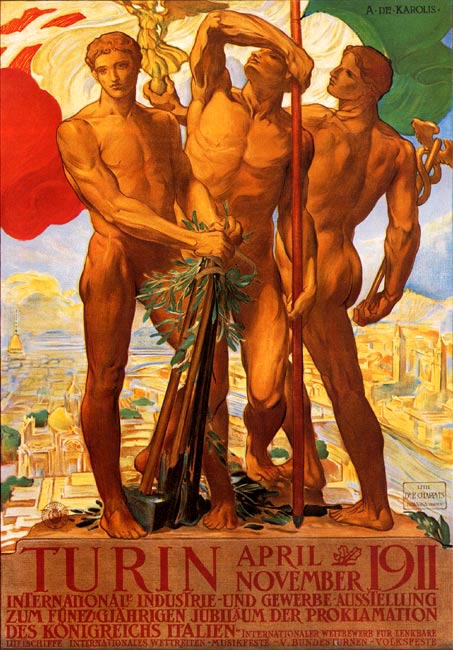
1911年都灵世博会海报

19世纪，短暂的拿破仑占领时期之后，都灵开始尝试着统一意大利。1815年，维也纳会议和波旁王朝复辟让萨丁尼亚王国获得了热那亚共和国以及整个利古里亚。这奠定了五十年之后，意大利统一的基础。1861年—1865年，都灵成为统一的意大利王国的首都；随后首都搬到了佛罗伦萨；从1870年开始，定都罗马。1871年，弗雷瑞斯铁路隧道开通，使都灵成为了连接意大利和法国的重要结点。此时，都灵有人口250,000。一些著名地标，如埃及博物馆、安托内利尖塔、上帝之母教堂和维托里奥·维内托广场均在此时建立。
失去政治中心地位之后，都灵进行了快速工业化，成为意大利工业的代表：先后在1899年和1906年成立了汽车厂商菲亚特和蓝旗亚。1902年，举办了首届现代装饰艺术国际博览会，被认为是新艺术运动的巅峰。1911年，还举行了世界博览会。在这段时期，都灵放弃了传统的八角形规划，进行了第二次大规模扩建，人口增长到430,000。

### 20世纪

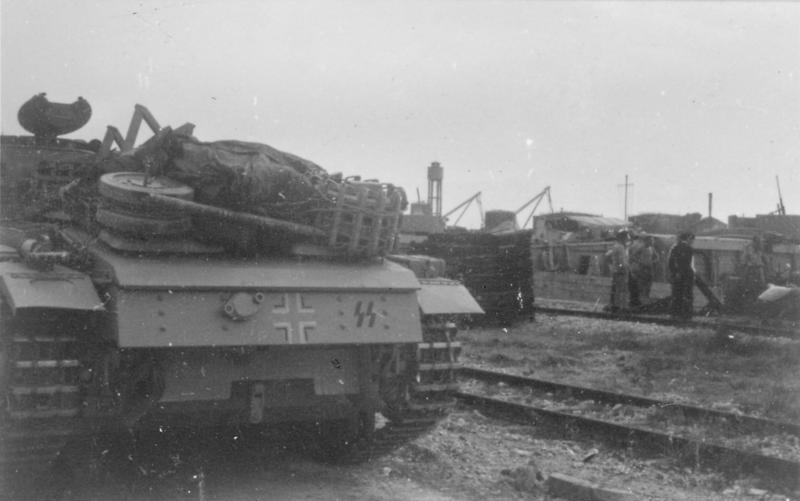
1943年9月，巴多利奥宣言之后，德国坦克进入都灵

第一次世界大战后，工人和企业家之间的冲突频发。首次罢工发生于1920年，都灵的工厂被占据。由于大力发展汽车制造业，都灵在20世纪初期成为了主要的工业中心。这也使它获得了“意大利汽车之都”的昵称。
都灵是同盟国在二战期间的战略轰炸目标，整个城市遭到严重破环：首次轰炸是在1940年6月11日，最后几次是在1945年(最猛烈的轰炸是在1943年)。轰炸的原因是它的工业生产，如菲亚特为轴心国生产航空器、坦克和汽车。1943年，盟军进行意大利战役，在意大利南部成功登陆并突破意大利和德国的层层抵抗向北方推进。同年，都灵爆发了规模空前的大罢工并席卷整个意大利北部，这也标志着反法西斯运动的复兴。都灵直到1945年春天盟军在意大利的攻势期间才获得解放。1945年4月25日，意大利北部各大城市举行总起义，意大利抵抗运动解放都灵，摆脱了纳粹法西斯的统治。
第二次世界大战后，都灵迅速重建，并成为了意大利经济奇迹的标志，成千上万的移民涌入城市，成为汽车产业工人和其他企业工人。1960年，市区人口达到100万。1974年，市区人口达到120万。由于移民大多来自意大利南部，时任都灵市长的迭戈·诺韦利戏称：都灵“按人口算，位列拿波里和巴勒莫之后，是意大利南部第三大城市”。1970年代和1980年代，汽车制造业危机沉重地打击了都灵，导致市区人口急剧减少了1/4。最近几年，长期困扰城市的人口不足问题有所缓解。市区人口从2001年的865,000增长到2009年的910,000。
2006年2月，都灵举办了第二十届冬季奥林匹克运动会并在同年3月举办了第九届冬季残奥会。

### 纹章和荣誉

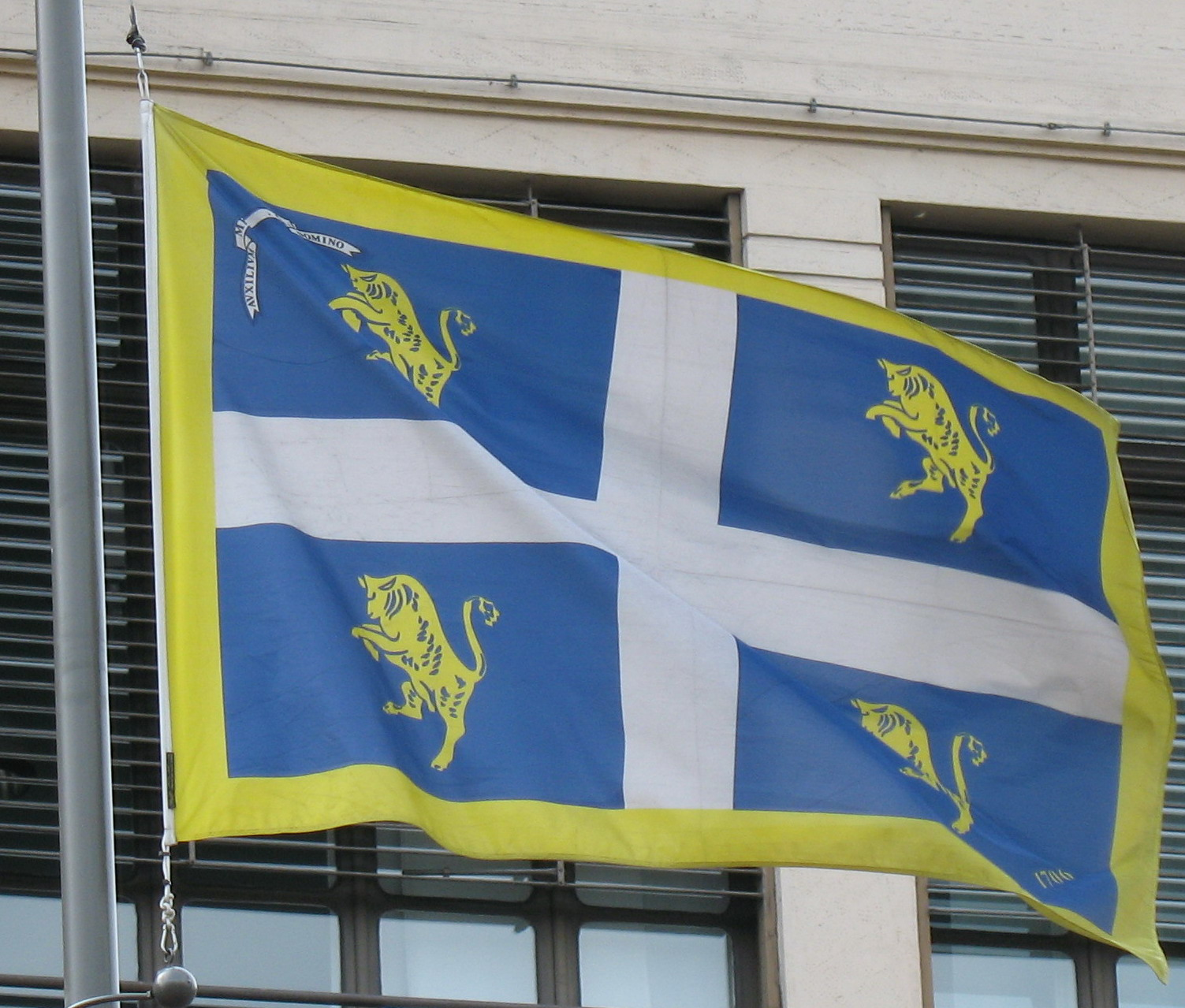
都灵旗帜，最早可追溯到都灵包围战

- 都灵纹章，由国家根据1931年8月11日的法令批准。主体是蓝色的瑞士盾，上面有一只金色、银角、后脚立起的公牛，盾牌上方是带有九颗珍珠的伯爵冠。

- 由于在意大利统一中的突出贡献，1898年5月1日，都灵被授予国家统一贡献城市勋章，在总共二十七座授勋城市中排名第五。

国家统一贡献城市勋章
- 由于在第二次世界大战中付出的巨大牺牲和游击作战，1959年5月29日，都灵被授予金质英勇勋章。

金质英勇勋章

## 地理

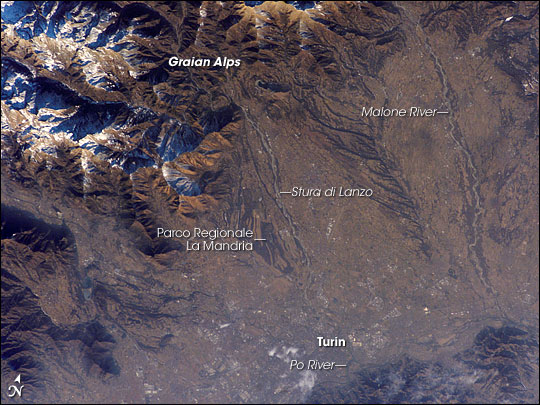
都灵卫星图

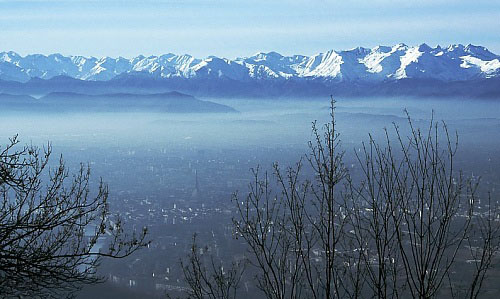
都灵和阿尔卑斯山

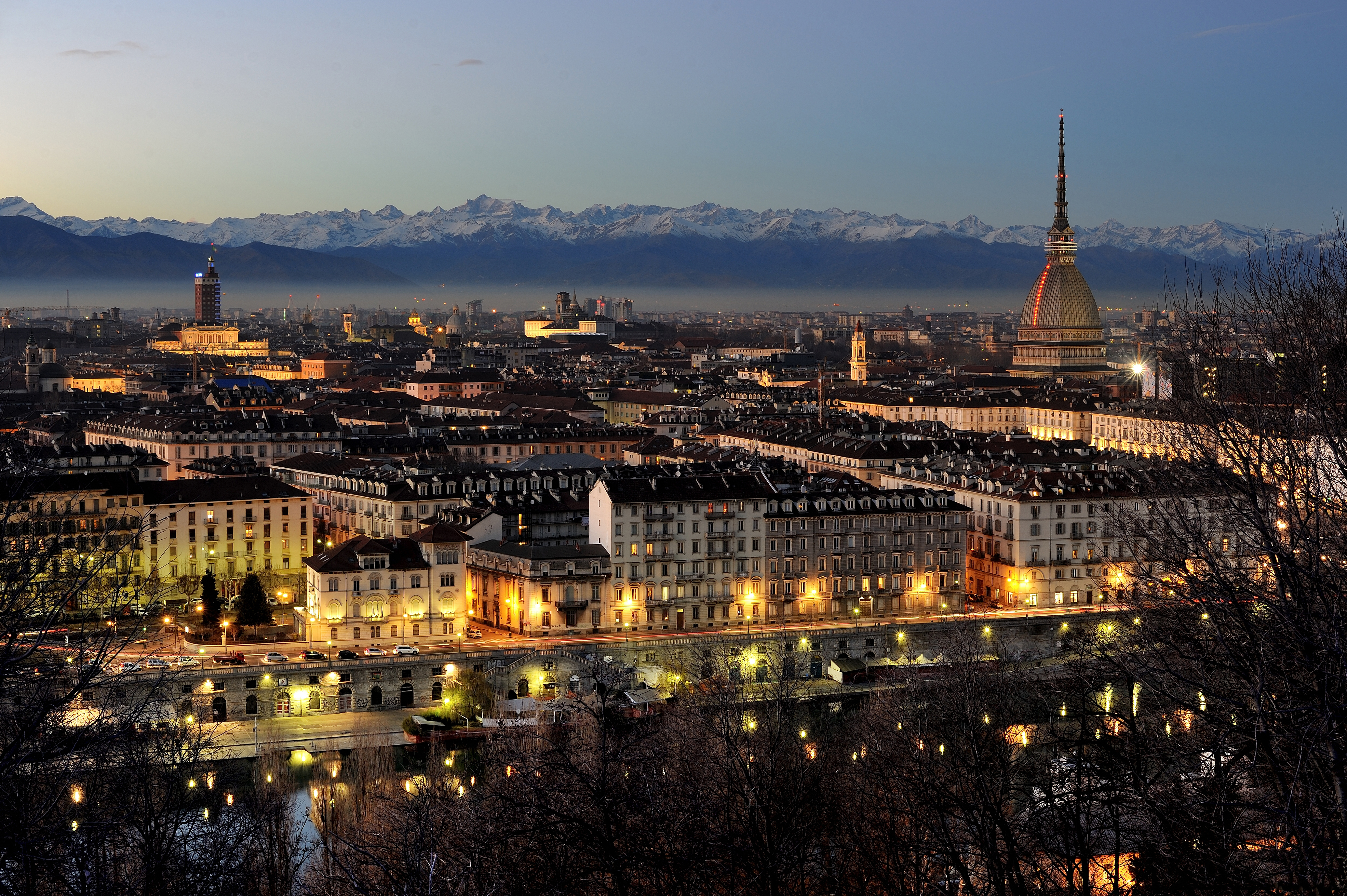
在卡普奇尼山上鸟瞰都灵市区

都灵位于由斯图拉迪兰佐河、桑格内河和波河所包围的平原之上，其中波河由南至北贯穿整个城市。穿过城市的还有多拉里帕里亚河，它的流向由西向东，南岸紧邻都灵历史中心。波河把都灵一分为二，东岸是丘陵地区，西岸是平原地区(海拔280-220米，由西向东逐渐降低)。在冬季可以清晰地看到，由皑皑白雪覆盖的阿尔卑斯山，如玉带一般环绕在城市的西北部。

### 气候
根据柯本气候分类法，都灵的气候类型为Cfa，即常湿温暖气候、夏季炎热(最热月份的平均绝对温度不超过22°C)和没有旱季。详细说来，都灵的气候是温带大陆性气候，冬季寒冷且相对干燥，夏季炎热且有时闷热(来自波河平原西部的风较弱)。都灵并不是一座天色阴沉和雾气蒙蒙的城市(这样的天气并不多见)，而值得注意的是：最近几年的冬季都是干燥少雪而且并不寒冷(最典型的是2006/07的“虚假冬季”，整个欧洲都气候反常)。根据波河水文办公室天文台(位于市中心的苏萨门，离地32米，海拔277米，2006年停止观测)的数据，在1961年—1990年的30年间，1月平均气温为1.7 °C，7月平均气温为23.6 °C(参见都灵中心气象站)。数据表明，热岛现象在整个城市都很常见，这使得都灵市区的气温比附近郊区更高：市区年均气温比郊区高1.9 °C，高于最低年均气温(市区最低年均气温比郊区高2.8 °C)的最高值(市区高1 °C)。年均温差高达20.9 °C，远离海洋的平原地区均是如此；日均温差差别很大，11月到1月小于6 °C，夏季月份高于9 °C。冬季，当焚风吹来(来自都灵西方或西北、干燥炎热的风)，气温可以在几小时内升高20 °C。
一年之中雨水最多的月份是4月、5月、6月和10月。雨水最少的季节是冬季，其次是7月。而通常情况下，让人觉得会少雨的晚夏时节，降水量随年份的不同而不同，并不稳定。长时间降水(尤其是春季和秋季)形成的原因，是由于来自南面和东面的大量气流，在西地中海(如热那亚湾)和附近的大西洋形成静止的低气压，而阿尔卑斯山脉阻挡了这些来自海上的气团。于是，雨水就都降落到了阿尔卑斯山南坡和附近的平原上。这样的状况可以在24小时之内带来超过100mm的降水量：在1994年11月5日的水灾中，都灵的降水量达到了139mm。每年平均有将近20次雷阵雨，其中有2次是冰雹。雷阵雨几乎只发生在4月到10月，它会使降水时间减少，但使降水强度更大：1987年7月，1个小时之内，降水量达到60mm。2008年9月13日，Caselle气象台(位于都灵以北14km处)记录到一场雷阵雨，在6小时内降水量达到220mm，是都灵平原有气象记录以来的最高值。都灵的年均降水量(833mm)很稳定，自19世纪中期至今，没有什么改变。
每年冬季，平均有5天降雪，年均积雪深度为28cm。过去，积雪深度非常大：19世纪年均60cm，1901年—1960年年均46cm。根据记录，自1800年—2007年以来，都灵市区年均气温升高1.3 °C，冬季年均气温升高2.3 °C。与年均气温的升高相比，降雪量的减少更加明显。最近20年来，气温的升高进一步加快，明显的例子就是：2003年夏季和2007年冬季，雾天减少、季节反常。在酷热的2003年夏季(它之前的春季就极为干旱)，离地2m的市内气象台于8月11日记录到的最高气温达到40.3 °C-41.6 °C，是自1753年有气象记录以来的最高值。而在温暖的2006/07冬季，整个冬季没有下雪、几乎没有冰冻：只有6天的气温低于0 °C。尤其是1月19日，发生了罕见的气温反常现象：当时风暴基里尔(它在比荷卢造成了人员伤亡)的尾部扫过，给整个皮埃蒙特平原、都灵和库内奥之间，带来了滚滚的热浪，使最高气温达到26 °C-27 °C。
为了更好地了解最近十年的冬季，先来看看1956年2月记录到的都灵历史最低气温：
- 1956年2月12日：-21.8 °C 卡塞莱、-19 °C 米拉菲奥里；
- 1956年2月13日：-21.4 °C 卡塞莱、-23 °C 米拉菲奥里；
- 1956年2月14日：-25 °C 米拉菲奥里。

而对于都灵市区，1754年2月3日，伊尼亚齐奥·索米斯在波河街记录到的历史最低气温是-19.1 °C。其他寒冷的冬季则出现在1960年代和1980年代：1985年1月，最低气温是-14 °C。最后的大雪记录是1986年和1987年，都灵的积雪深度达50cm(都灵丘陵地区则接近140cm)。 在21世纪，最寒冷的日子是2001年12月18日，当时的最低气温是-9.7 °C。
- 气象等级：zona E
- 柯本气候分类法：Cfa.

| Torino-Torino Caselle (1961-1990) | Torino-Torino Caselle (1961-1990) | Torino-Torino Caselle (1961-1990) | Torino-Torino Caselle (1961-1990) | Torino-Torino Caselle (1961-1990) | Torino-Torino Caselle (1961-1990) | Torino-Torino Caselle (1961-1990) | Torino-Torino Caselle (1961-1990) | Torino-Torino Caselle (1961-1990) | Torino-Torino Caselle (1961-1990) | Torino-Torino Caselle (1961-1990) | Torino-Torino Caselle (1961-1990) | Torino-Torino Caselle (1961-1990) | Torino-Torino Caselle (1961-1990) |
| 月份                              | 1月                               | 2月                               | 3月                               | 4月                               | 5月                               | 6月                               | 7月                               | 8月                               | 9月                               | 10月                              | 11月                              | 12月                              | 全年                              |
| --------------------------------- | --------------------------------- | --------------------------------- | --------------------------------- | --------------------------------- | --------------------------------- | --------------------------------- | --------------------------------- | --------------------------------- | --------------------------------- | --------------------------------- | --------------------------------- | --------------------------------- | --------------------------------- |
| 平均高温 °C（°F）                 | 5.8 (42.4)                        | 8.4 (47.1)                        | 12.7 (54.9)                       | 16.6 (61.9)                       | 20.7 (69.3)                       | 24.7 (76.5)                       | 27.6 (81.7)                       | 26.5 (79.7)                       | 23.1 (73.6)                       | 17.3 (63.1)                       | 10.8 (51.4)                       | 6.9 (44.4)                        | 16.8 (62.2)                       |
| 平均低温 °C（°F）                 | −3.3 (26.1)                       | −1.1 (30.0)                       | 2.1 (35.8)                        | 5.6 (42.1)                        | 9.9 (49.8)                        | 13.8 (56.8)                       | 16.3 (61.3)                       | 15.7 (60.3)                       | 12.6 (54.7)                       | 7.2 (45.0)                        | 1.8 (35.2)                        | −2.3 (27.9)                       | 6.5 (43.7)                        |
| 平均降水量 mm（）                 | 40.5 (1.59)                       | 52.5 (2.07)                       | 76.9 (3.03)                       | 104.1 (4.10)                      | 120.3 (4.74)                      | 97.6 (3.84)                       | 66.6 (2.62)                       | 79.8 (3.14)                       | 70.1 (2.76)                       | 88.9 (3.50)                       | 75.5 (2.97)                       | 41.6 (1.64)                       | 914.4 (36.00)                     |
| 平均降水天数                      | 4.4                               | 5.2                               | 7.0                               | 8.4                               | 10.4                              | 8.7                               | 5.9                               | 7.2                               | 6.0                               | 5.8                               | 6.8                               | 4.1                               | 79.9                              |
| 平均相對濕度（％）                | 75                                | 75                                | 67                                | 72                                | 75                                | 74                                | 72                                | 73                                | 75                                | 79                                | 80                                | 80                                | 74.8                              |
| 月均日照時數                      | 111.6                             | 118.7                             | 158.1                             | 180.0                             | 195.3                             | 219.0                             | 260.4                             | 223.2                             | 168.0                             | 142.6                             | 105.0                             | 108.5                             | 1,990.4                           |
| 来源：MeteoAM                     |                                   |                                   |                                   |                                   |                                   |                                   |                                   |                                   |                                   |                                   |                                   |                                   |                                   |

## 人口
人口统计(单位：千人)
根据1973年人口普查的数据，都灵市区人口在当年达到历史最高峰，从此以后逐年减少。造成这个现象的原因，一方面是来自意大利南部的移民纷纷搬回原籍，另一方面是很多市民从市区搬到了都市圈，这也使得整个都市圈的人口高达220万。
按照意大利国家统计局在2008年7月31日公布的数据，都灵市区人口达到910,293，比2001年有所增加。人口增加的原因，主要是来自东欧、马格里布和撒哈拉以南非洲的移民的大量涌入。
居住在都灵市区的外国人口有115,800，占市区总人口的13%。他们主要来自：罗马尼亚(47,800)、摩洛哥(17,700)、秘鲁(7,100)、阿尔巴尼亚(5,400)和中国(4,500)。
都灵人口老龄化程度非常严重：未成年人占总人口的14.5%，而65岁以上人口占总人口的30.12%。

## 行政

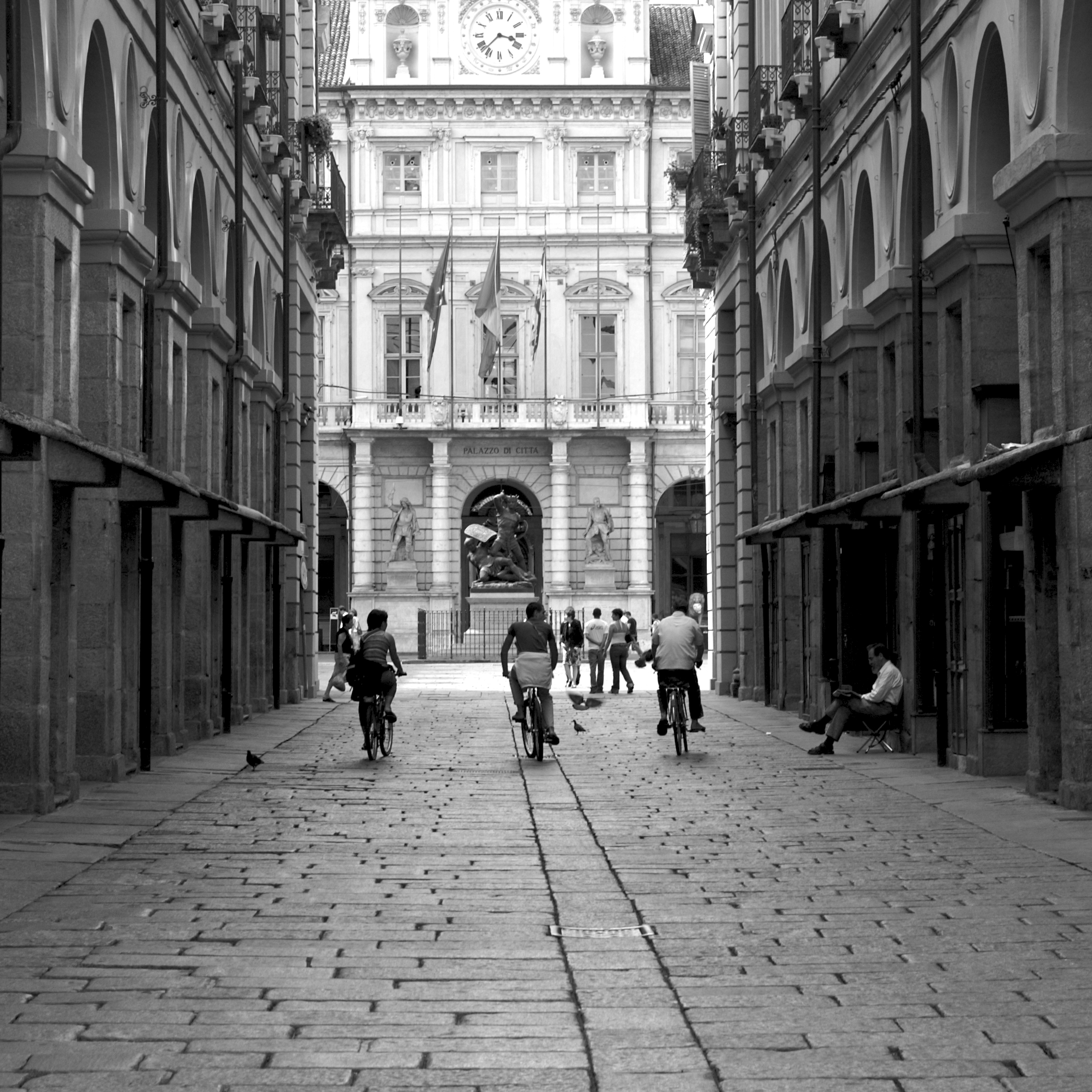
都灵市政府

都灵市长每隔四年进行直选。

市长: 塞尔乔·基亚姆帕里诺 (民主党) 自2006年5月30日起
（第2任期）

市议会主席: 朱塞佩·卡斯特罗诺沃

地址: Piazza Palazzo di Città, 1 - 10122 Torino

总机: +39-011-442.1111
- 传真: +39-011-442.2723

电子邮件: urp@comune.torino.it

### 选区划分
都灵分为十个选区(Circoscrizione)，选区并不严格按照街区进行划分。下面列出各个选区名称和包含范围。

### 邮政编码
都灵邮政编码按照街区和地域进行划分(通用邮政编码为10100)。

### 街道命名
都灵有超过两千条街道，并且一直在用名人的名字为新建的街道、广场或公园命名。已建街道主要是用名人、地名、日期、机构等来命名。

### 友好城市
都灵的友好城市如下：
都灵的合作城市如下：

## 名胜

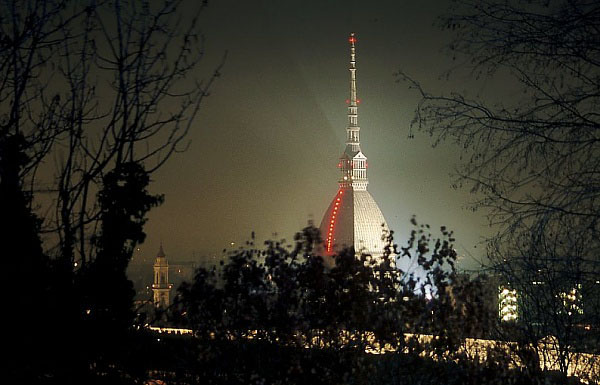
安托内利尖塔

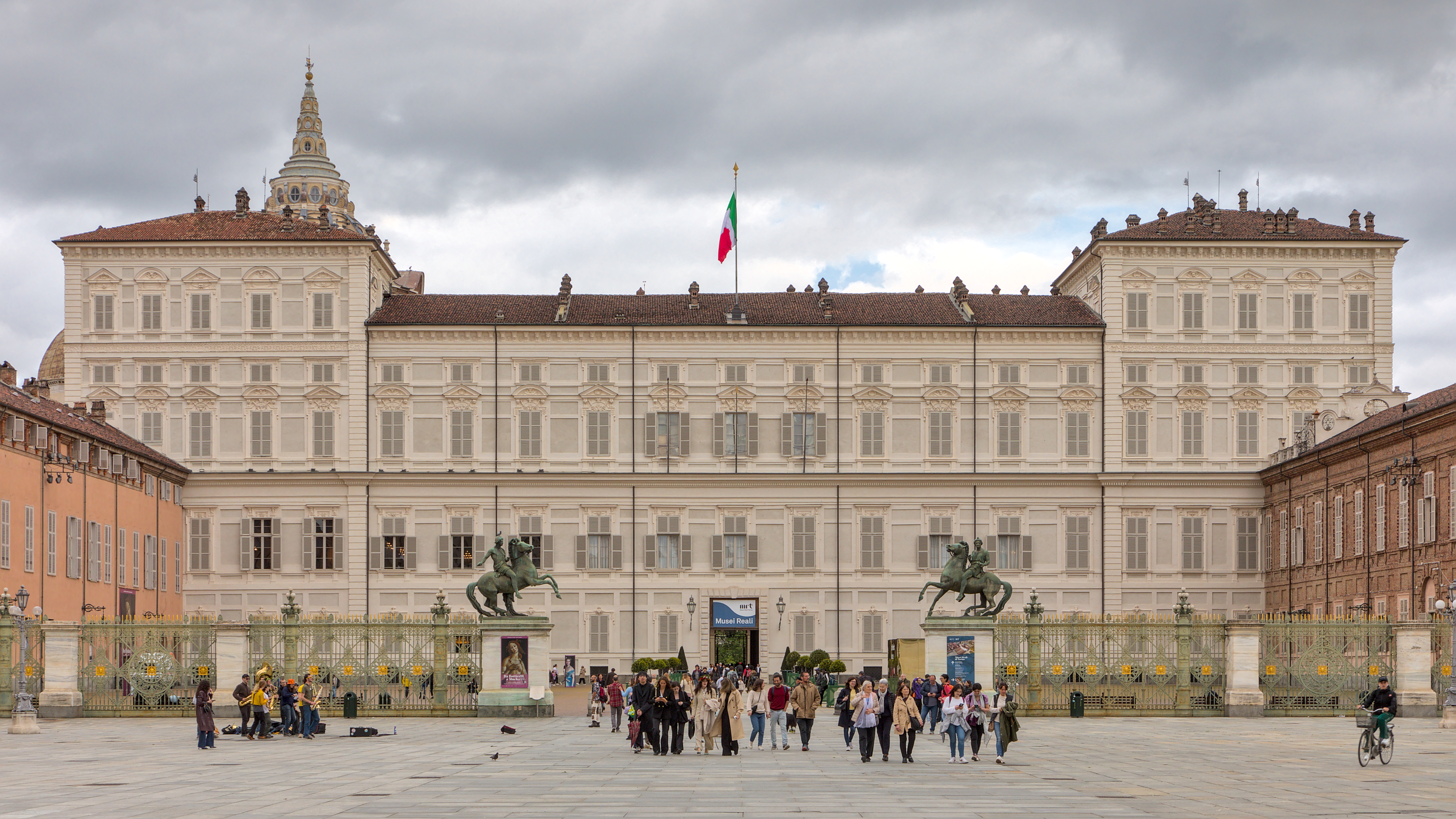
王宫

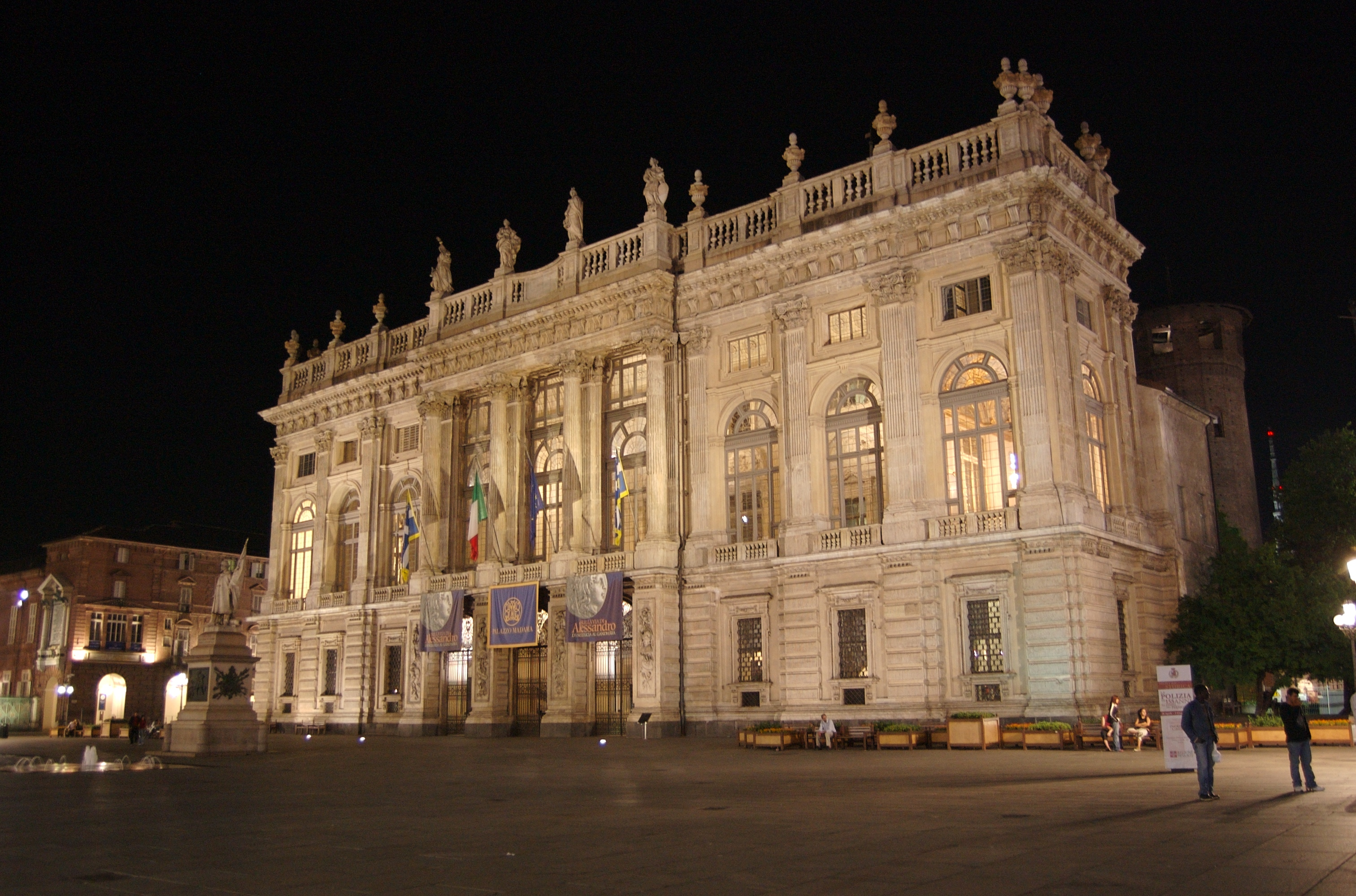
夫人宫

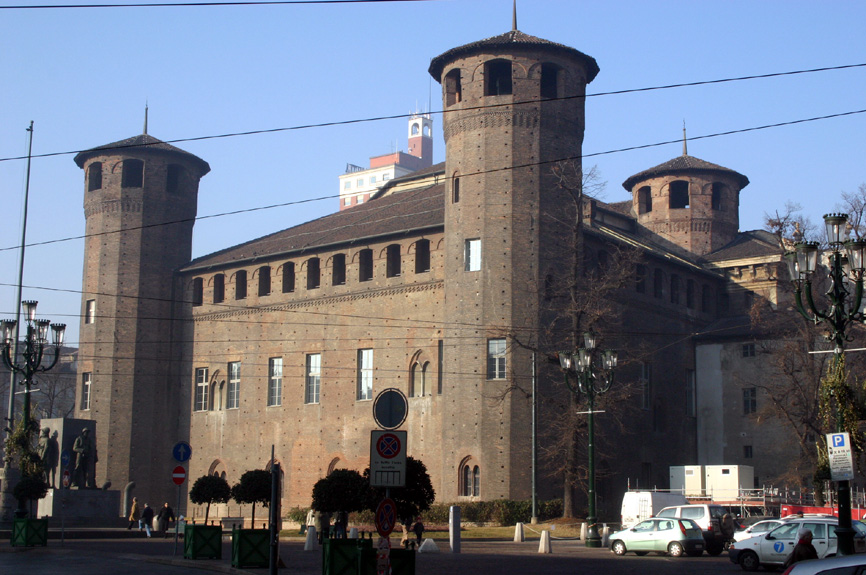
阿哈伊亚城堡

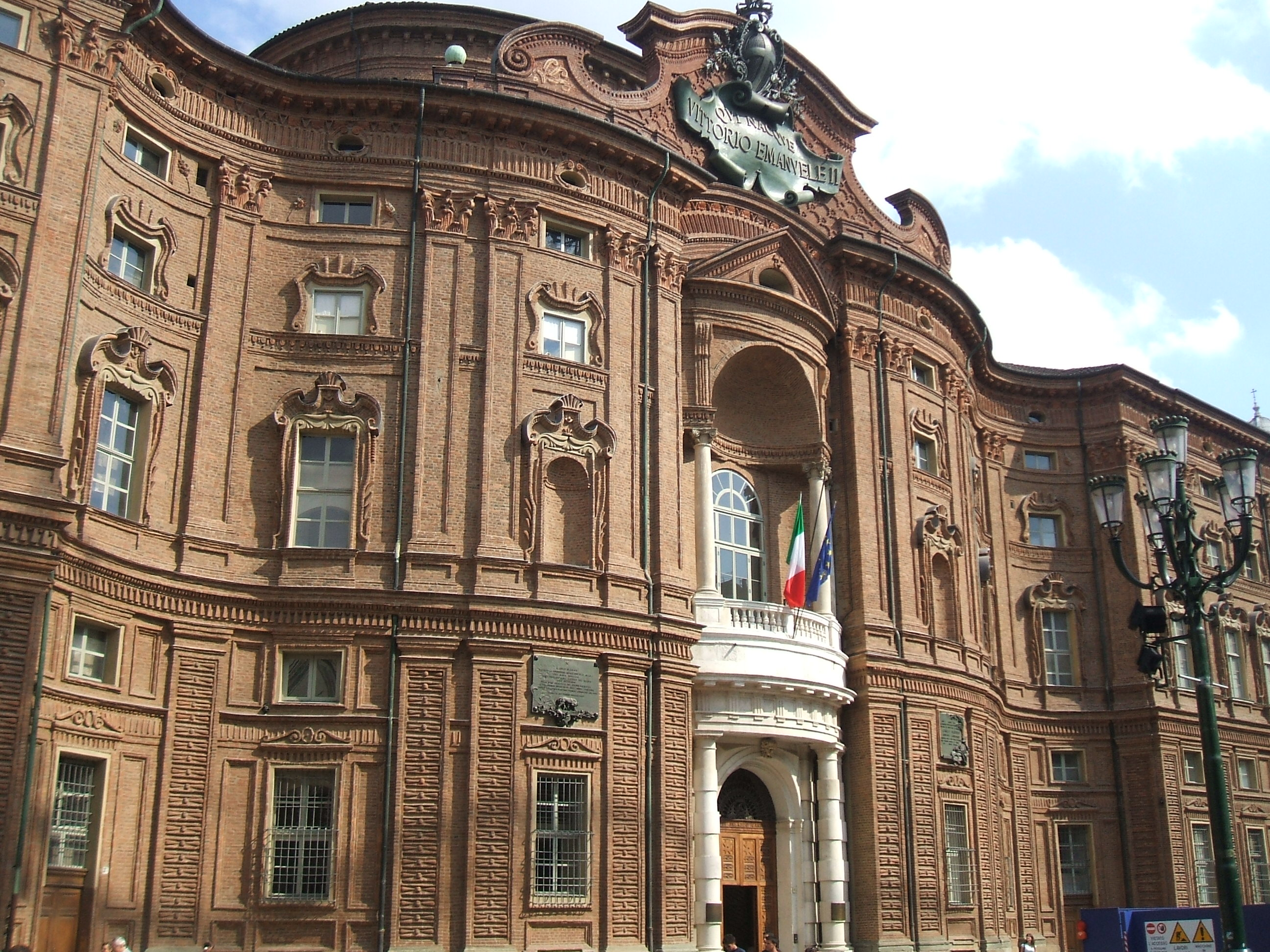
卡里尼亚诺宫

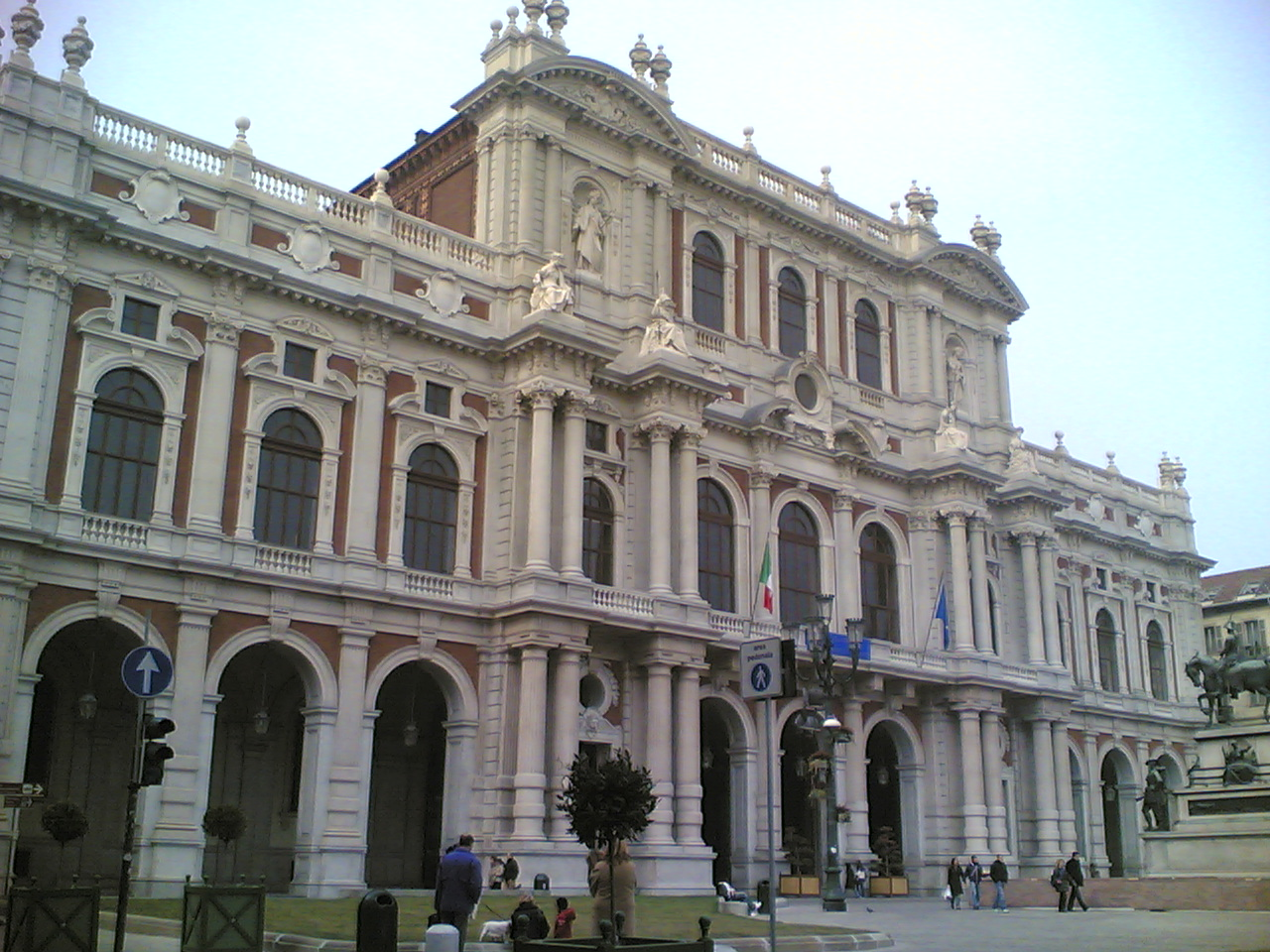
卡里尼亚诺宫

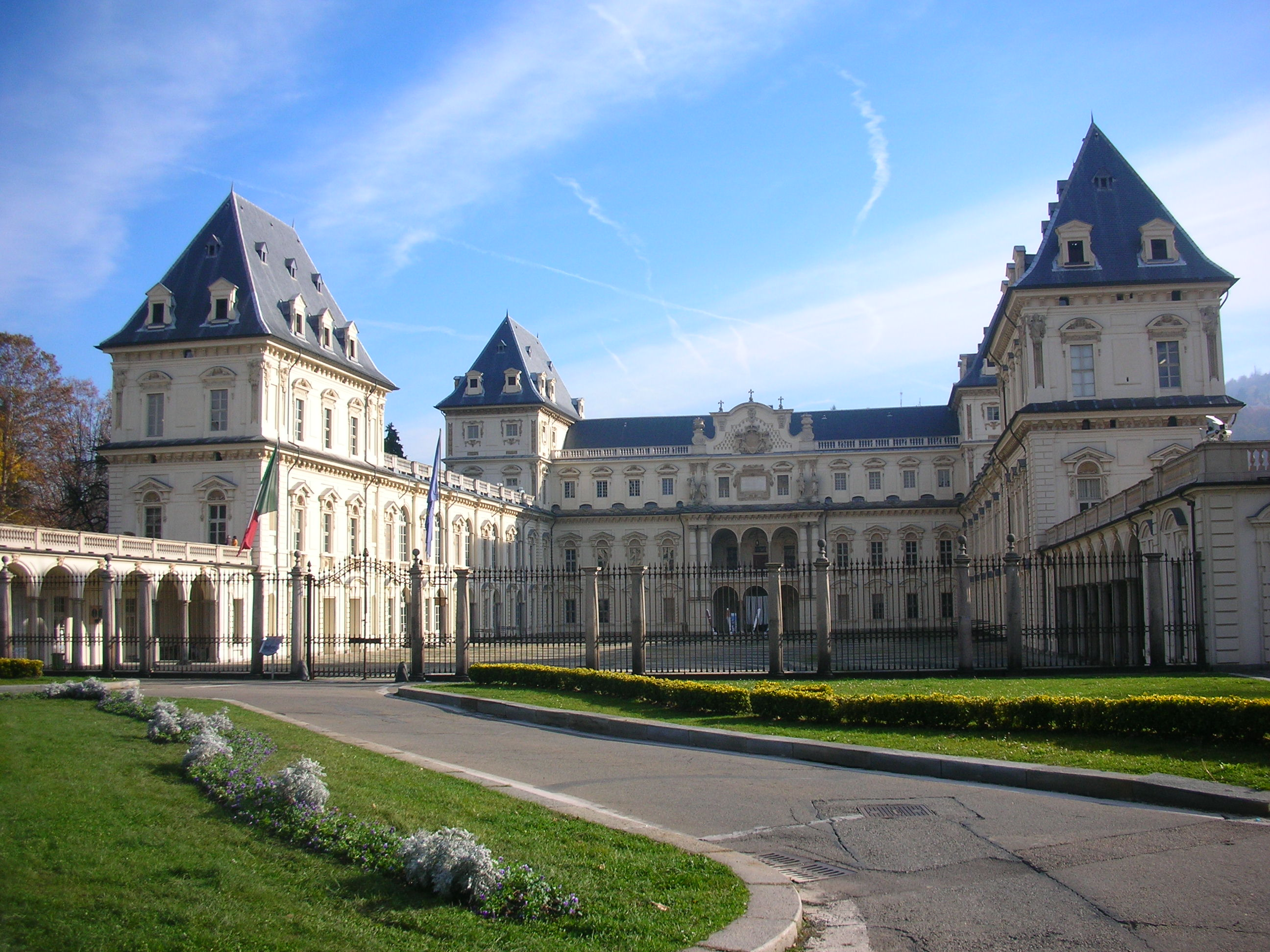
瓦伦蒂诺城堡

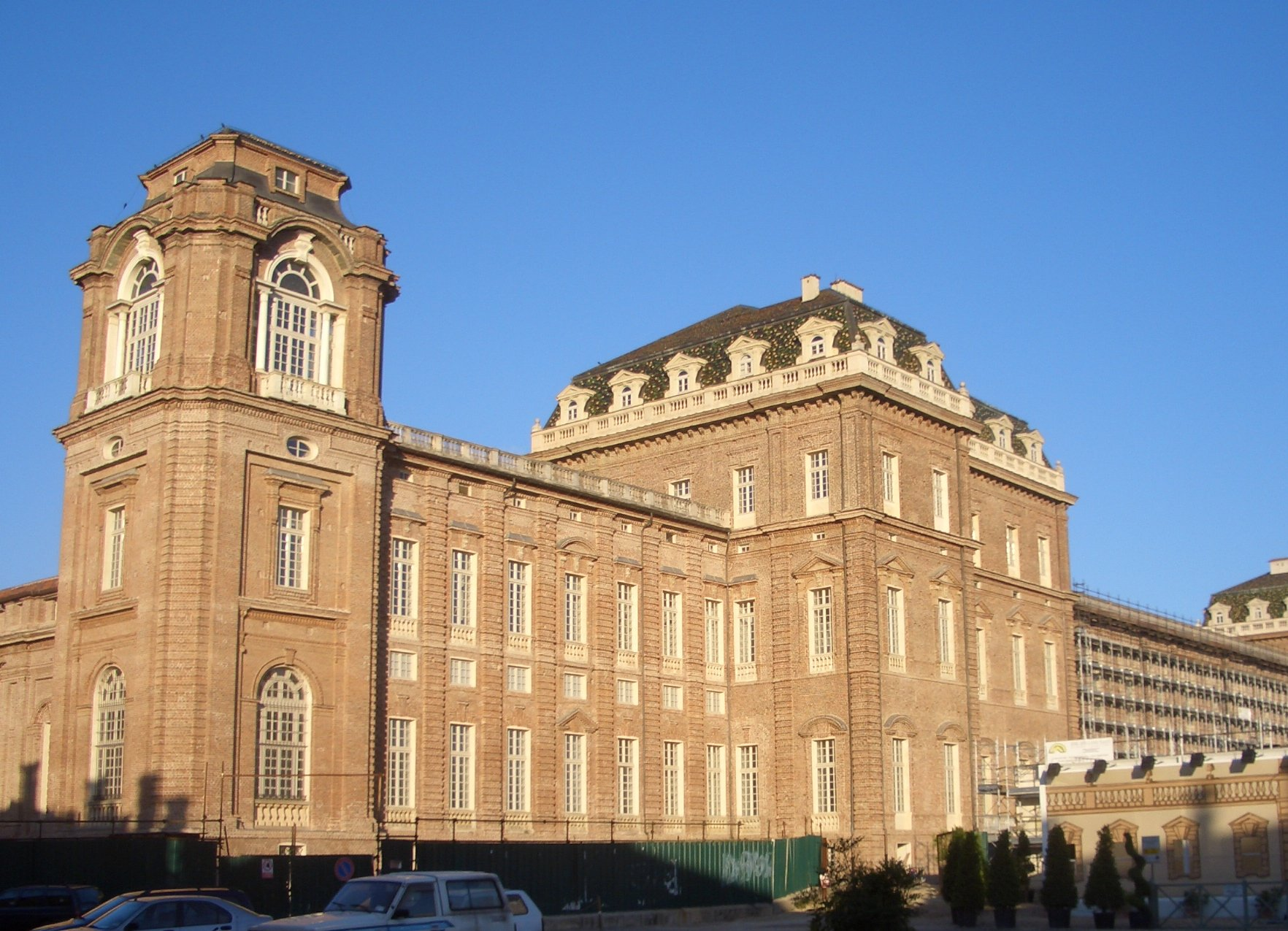
韦纳里亚雷亚莱行宫

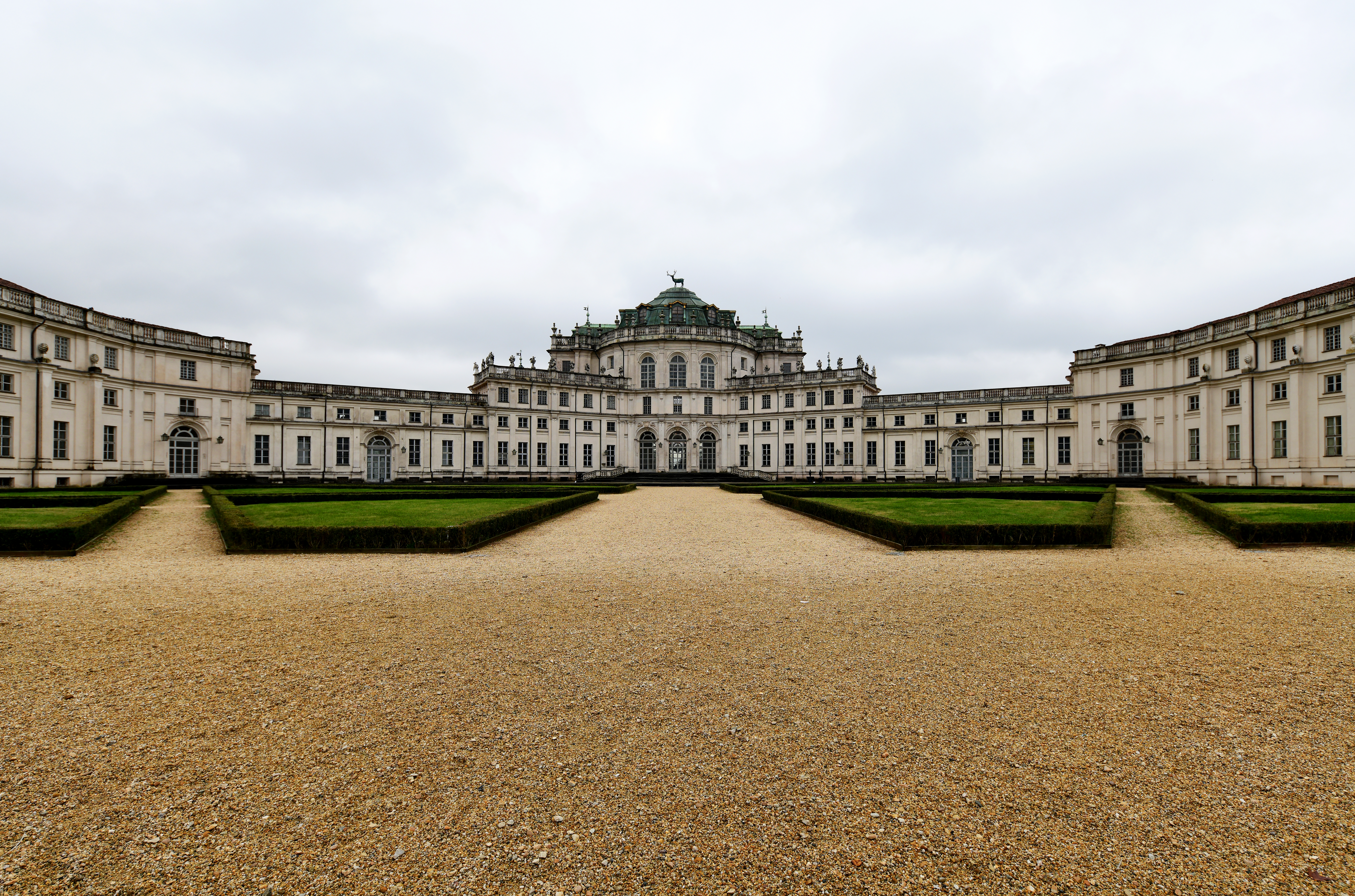
斯图皮尼吉猎宫

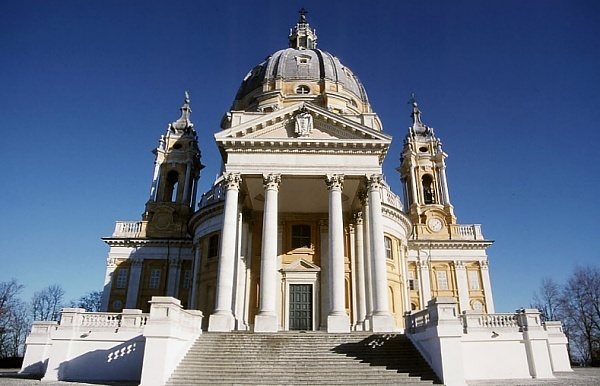
苏佩尔加大教堂

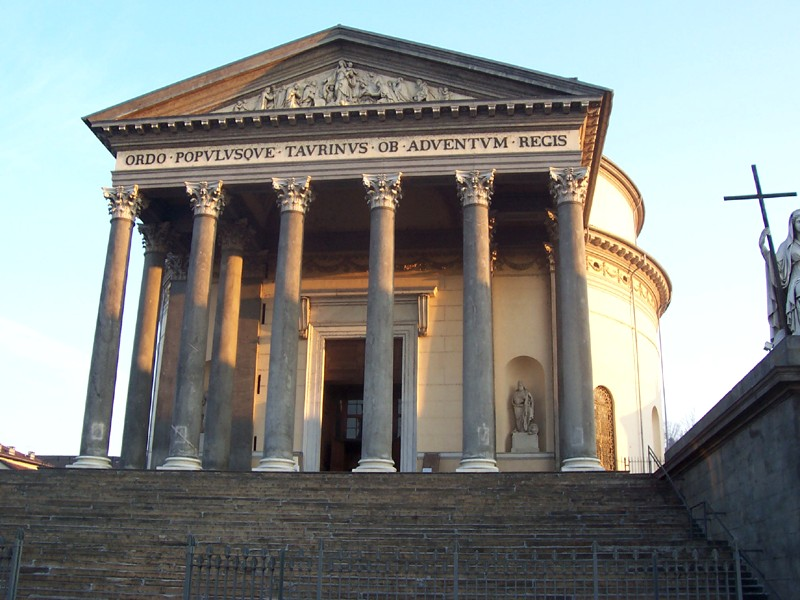
上帝之母教堂

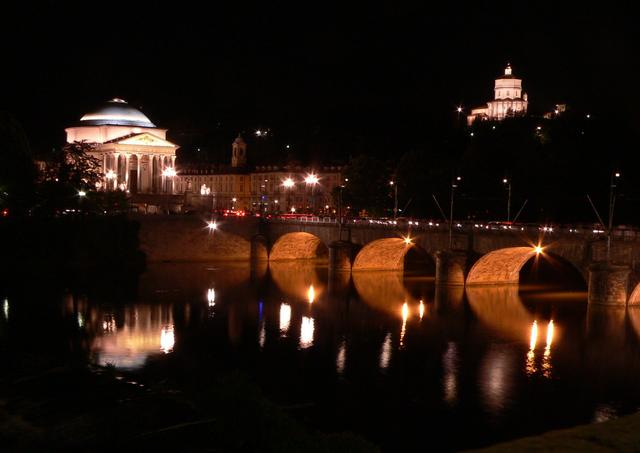
上帝之母教堂和卡普奇尼山

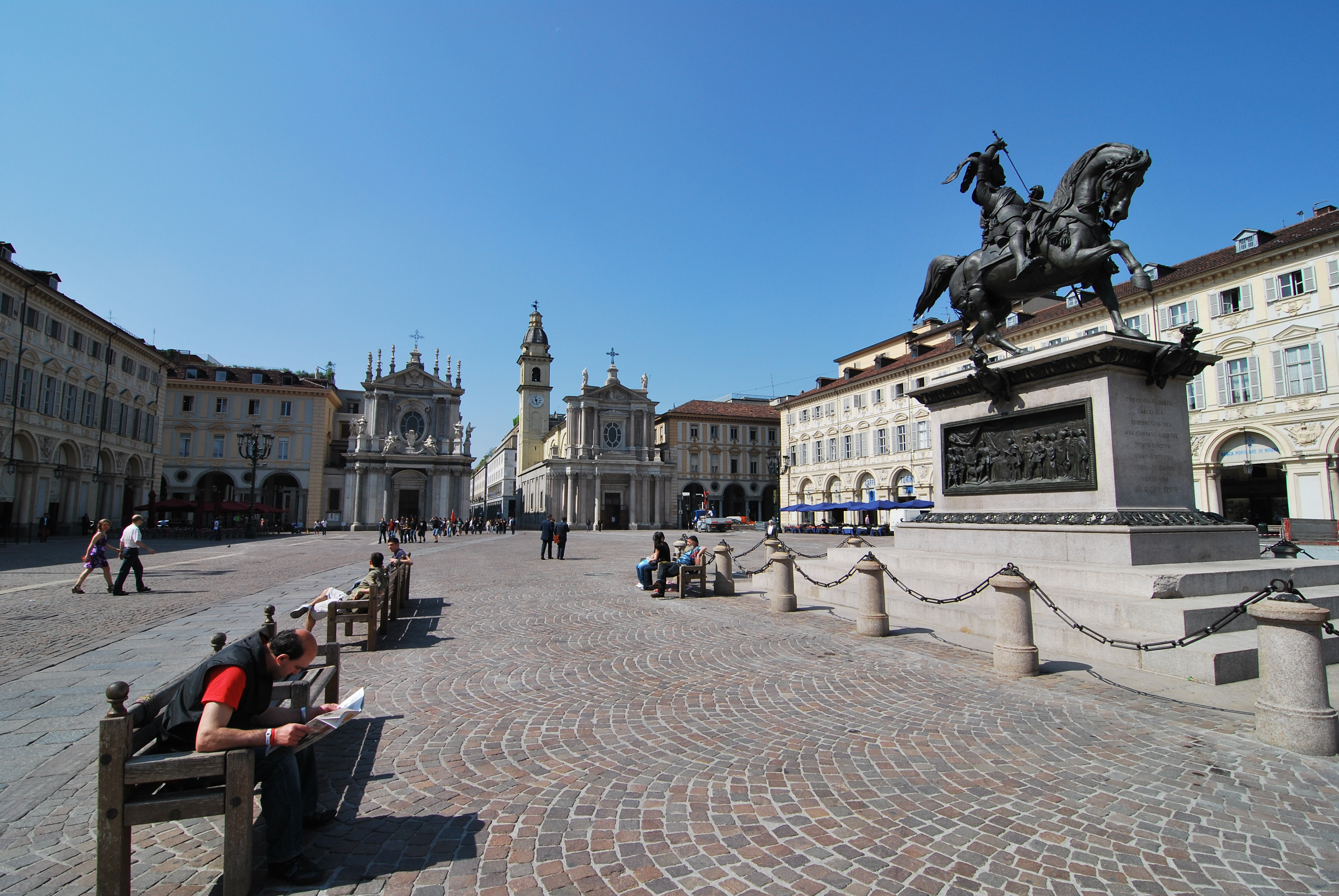
圣卡洛广场上的青铜骑兵

都灵的标志是安托内利尖塔，是以它的建筑师亚历山德罗· 安托内利的名字命名的。它于1863年开始建造，最初是座犹太教堂。如今，这里是国家电影博物馆所在地，是世界最高(167m或548ft)以及欧洲最大的博物馆。
帕拉蒂内城门是古罗马—中世纪建筑，是现存的四座古罗马城门之一。它连接南北走向的马克西穆斯大道，这条大道是典型古罗马城镇的第二主要街道。帕拉蒂内城门也是意大利北部保存最完好的古罗马遗迹之一。
文艺复兴建筑都靈主教教堂，主保圣人圣若翰洗者(意大利语San Giovanni Battista)，是城市的主教堂。它建造于1491年—1498年，是为存放都灵裹尸布而修建的，附近有座钟楼(1470年)。1668年—1694年，建造了神圣裹尸布小堂。
埃及博物馆专注于考古学和人类学，尤其是古埃及艺术。它被认为是除埃及之外，收集古埃及文物最多的博物馆。2006年，年参观人数达到500,000。东方艺术博物馆，是意大利最重要的收集亚洲艺术藏品的博物馆之一。 此外，还有主要收集油画的萨沃亚画廊。
作为萨丁尼亚王国的前首都，在都灵市中心和周边城镇有很多王家宫殿、住宅和城堡。除了17世纪为王家夫人(Madama Reale)克里斯蒂娜·玛丽亚修建的王宫(萨沃亚家族在此一直居住到1865年)之外，还有夫人宫、卡里尼亚诺宫(由瓜里尼设计，曾是意大利议会所在地)、王后别墅和瓦伦蒂诺城堡。1997年，都灵以及周边城市里沃利、蒙卡列里、韦纳里亚雷亚莱、阿列、拉科尼吉、斯图皮尼吉、波伦佐和戈沃内所拥有的萨沃亚王室建筑，被联合国教科文组织评为世界遗产。都灵还拥有历史悠久的植物园——都灵植物园。
特别值得一提的是夫人宫，不仅仅是因为它位于都灵的正中心，还因为它的一部分可以一直追溯到古罗马时期(四座塔中的两座，如今被正面所遮挡)。在中世纪通过增加另外两座塔并加高高度的方式，把它变成了一座城堡。而到了18世纪初期，菲利波·尤瓦拉为其建造了富丽堂皇的正面。
能够俯瞰整座城市的是苏佩尔加大教堂，从那里可以看到都灵被远处积雪皑皑的阿尔卑斯山所环绕。教堂下方是萨沃亚家族大多数成员的坟墓。可以通过苏佩尔加齿轨铁路到达山顶。
在奇特都灵街区有很多新艺术运动建筑，这使得都灵和米兰一起，成为这种风格在意大利的中心。

### 薩伏依王室居所
薩伏依王室居所指的是存在于都灵以及周边城市的一系列属于萨沃亚王室的宫殿、城堡、别墅等建筑。1997年，被联合国教科文组织评为世界遗产。
都灵
- 王宫
- 沙布莱宫
- 都灵皇家军械库 - 都灵皇家图书馆
- 省督府(前国务处)
- 都灵国家档案馆(前法院档案馆)
- 军事学院
- 皇家马厩与马术学院
- 造币厂
- 杜林皇家劇院
- 夫人宫
- 卡里尼亚诺宫
- 瓦伦蒂诺城堡
- 雷吉納別墅

都灵省
- 斯杜皮尼吉行宮，尼凯利诺
- 維納利亞宮
- 曼德里亚公园城堡镇，韦纳里亚雷亚莱
- 利沃利城堡
- 阿列公爵城堡
- 蒙卡列里城堡

库内奥省
- 拉科尼吉城堡
- 波伦佐城堡，布拉
- 戈沃内城堡

### 柱廊
都灵的一个显著特征是12条相互连接，总长度超过18km的柱廊。柱廊的历史可以追溯到中世纪，而大规模修建并形成如今的标志性建筑，则始于17世纪。最早的文献记录是卡洛·埃马努埃莱一世于1606年6月16日颁布的命令，他要求按照阿斯卡尼奥·维托齐的设计建造城堡广场，用柱廊将广场四周包围起来。而阿梅代奥·迪卡斯特拉蒙特前些年设计的圣卡洛广场中，也在四周预留了柱廊的位置。同年，菲利波·尤瓦拉为宫门建造了柱廊。
1765年，贝内代托·阿尔菲耶里对城市宫广场的柱廊进行重建。19世纪时，维托里奥·维内托广场、卡洛·腓力切广场和法律广场都增加了柱廊。此外，都灵新门火车站和苏萨门火车站以及维托里奥·埃马努埃莱二世大街、温扎廖大街、萨基街、尼斯街、彼得罗·米卡街和切尔纳亚街也都增建了柱廊。
波河街上的柱廊把城堡广场和维托里奥·维内托广场连接了起来。这使得在下雨的情况下，国王可以一直走到波河边而不用担心被雨淋湿。

### 博物馆

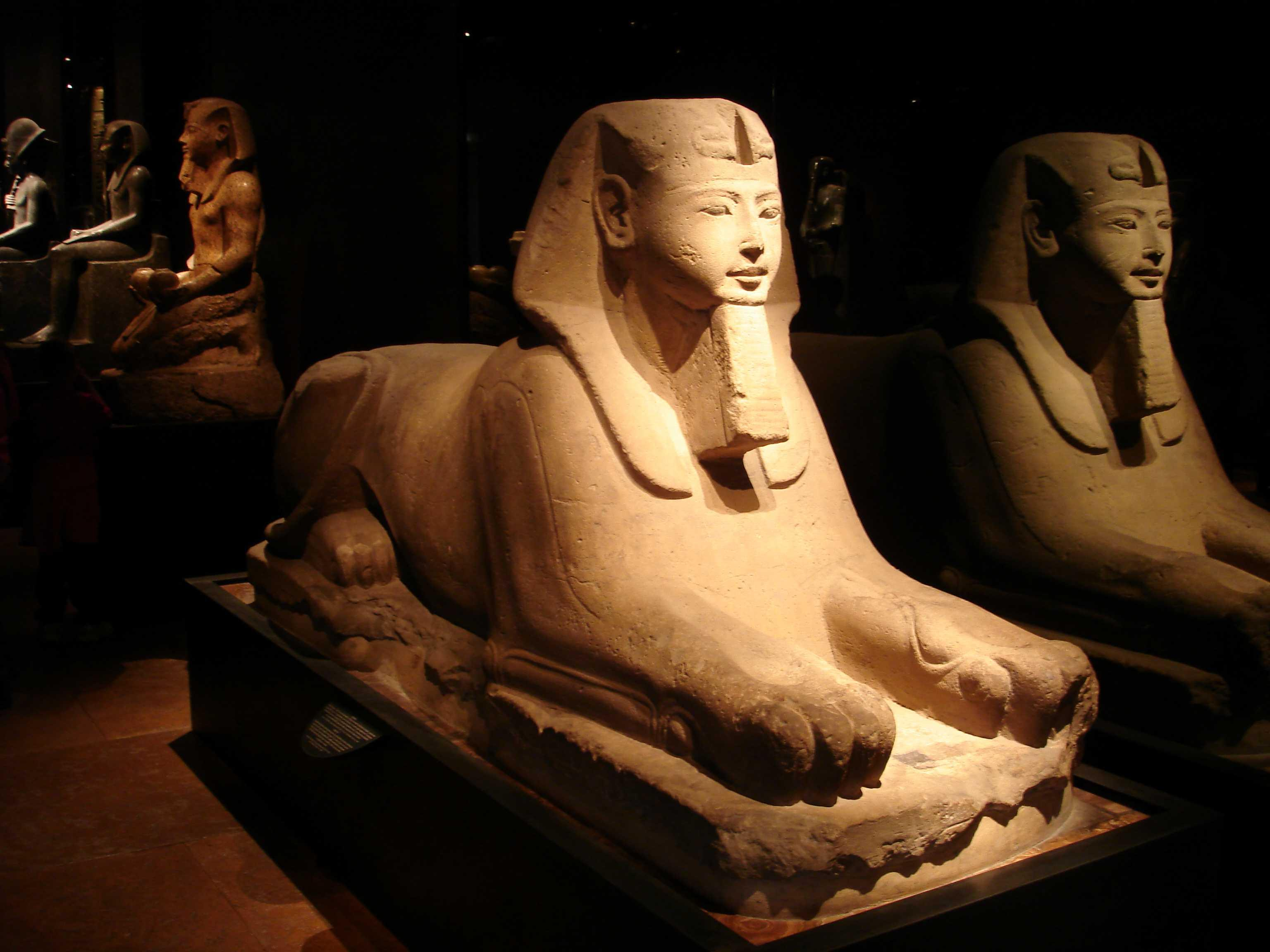
都灵埃及博物馆的雕塑

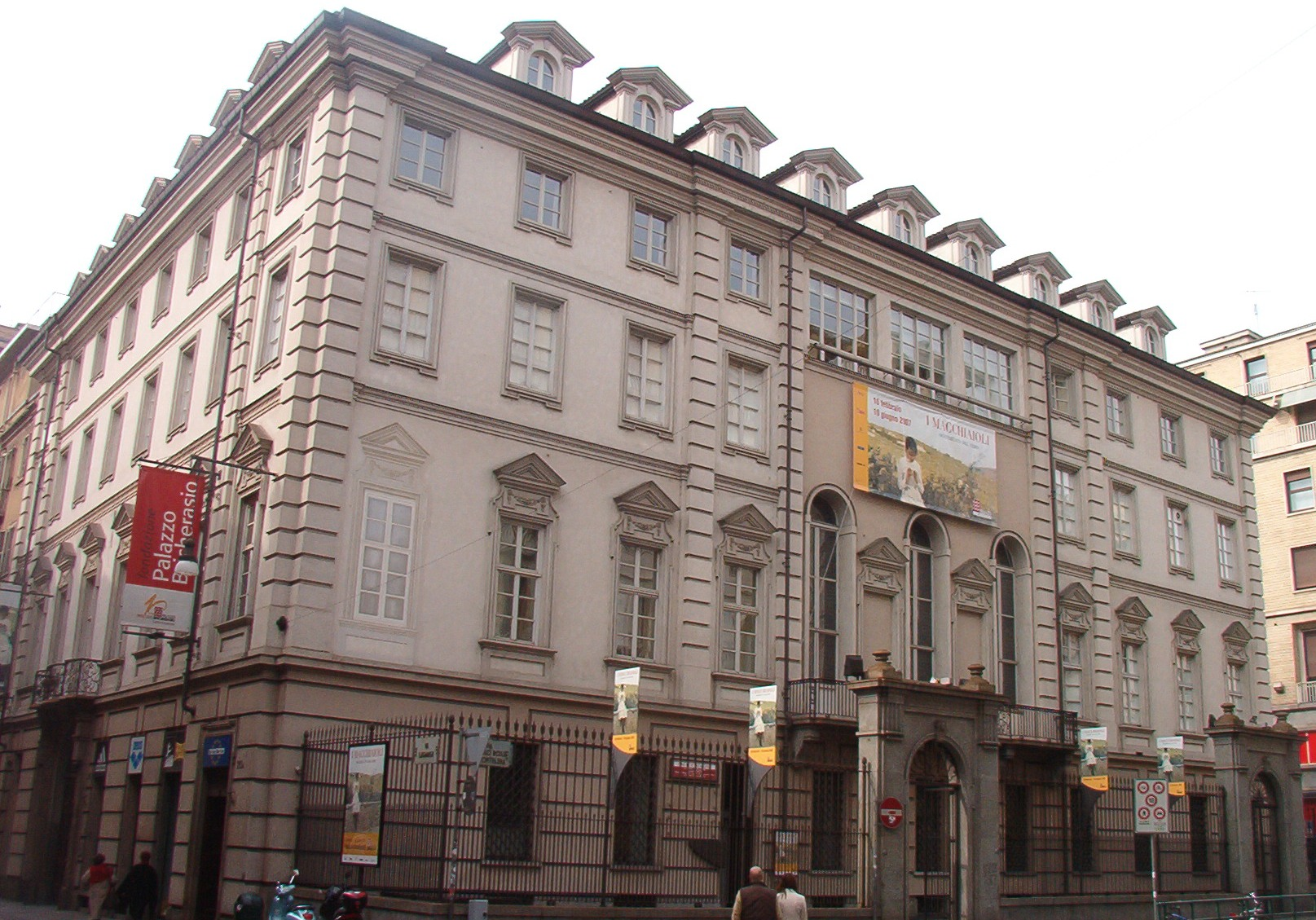
布里凯拉西奥宫

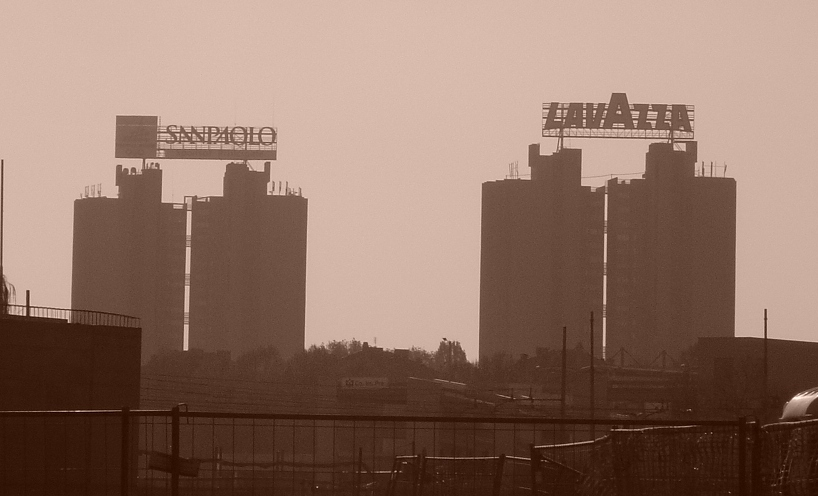
迪维托里奥塔楼

都灵，根据2009年版《米其林指南欧洲城市》，是有着大量艺术、历史和科学博物馆的意大利城市。其中有四座国家博物馆：电影博物馆、汽车博物馆、登山博物馆和意大利复兴运动国家博物馆（统一博物馆）。还有一些在国内和国际享有重要地位的博物馆：埃及博物馆、东方艺术博物馆、王家兵器博物馆以及天文和行星博物馆。
有些博物馆在最近几年进行了扩建和翻新(如电影博物馆和埃及博物馆)，还有一些则正在进行翻新：汽车博物馆的展览面积将翻番，而人体解剖学博物馆、人类学和人种学博物馆以及犯罪学博物馆将合并组成人类博物馆(坐落于马西莫·达泽廖大街上的解剖学院大楼内)。
在城市里收集着很多重要的艺术品，我们可以找到很多知名艺术家的作品：达芬奇、安东内洛·达墨西拿、贝亚托·安杰利科、安德烈亚·曼泰尼亚以及扬·范·艾克、伦勃朗、安东尼·范·戴克。形象艺术作品大多集中在萨沃亚王家画廊，它是意大利最重要的画廊之一，收藏油画的年代从12世纪到18世纪。对于现代艺术和当代艺术，则可以前往都灵市立现当代艺术画廊(意大利第二大的现代艺术博物馆，藏有5,000幅油画和400座雕塑)、市立古代艺术博物馆、桑德雷托·雷·雷包登戈基金会(世界各地年轻当代艺术家的作品均有收集)、阿涅利夫妇美术馆和梅茨基金会。再加上位于里沃利城堡内的当代艺术博物馆，使得都灵成为当代艺术博物馆最集中的意大利城市。
再来看看欧洲最大的埃及博物馆，它的藏品数量、重要程度仅次于开罗，排名世界第二。 古代艺术品大多收藏在古董博物馆，那里保存着国王卡洛·费利切自19世纪以来所收集的珍藏。而2008年12月新开的东方艺术博物馆，则藏有大量来自近东、印度、中国、日本以及中亚的艺术品。
阿科尔西基金会收藏大量私人歌剧藏品，现在面对公众展出。而重大的临时性展览，一般都在布里凯拉西奥宫和夫人宫进行。
历史方面，有意大利复兴运动国家博物馆(位于卡里尼亚诺宫内)、登山博物馆(位于波河右岸的卡普奇尼山上)。要想了解都灵历史，可以前往由抵抗运动历史研究院主办的抵抗运动、放逐、战争、权利和自由博物馆。
科学方面，可以参观大区自然科学博物馆，是意大利最大的科学博物馆之一。令人好奇的还有正在筹备中的巧克力博物馆，它将位于宫门附近的历史街区。都灵还有一个数字艺术和文化方面的节日：共享节(Share Festival)。

### 高层建筑
和大部分意大利以及欧洲城市一样，都灵倾向于不在城内修建过高的建筑。不过，在已经建成的高层建筑上，也能够很好地俯瞰都灵全景。都灵最高的十座建筑如下所示：

### 公共绿地

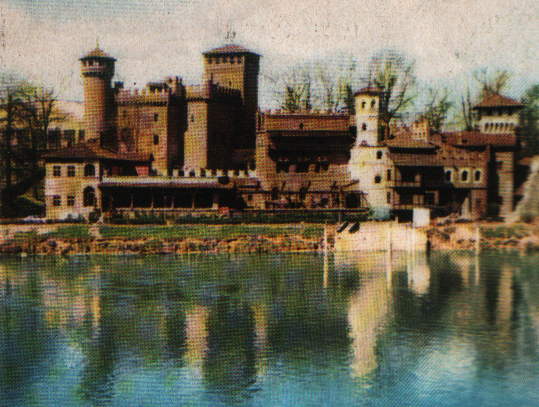
都灵中世纪村庄和城堡

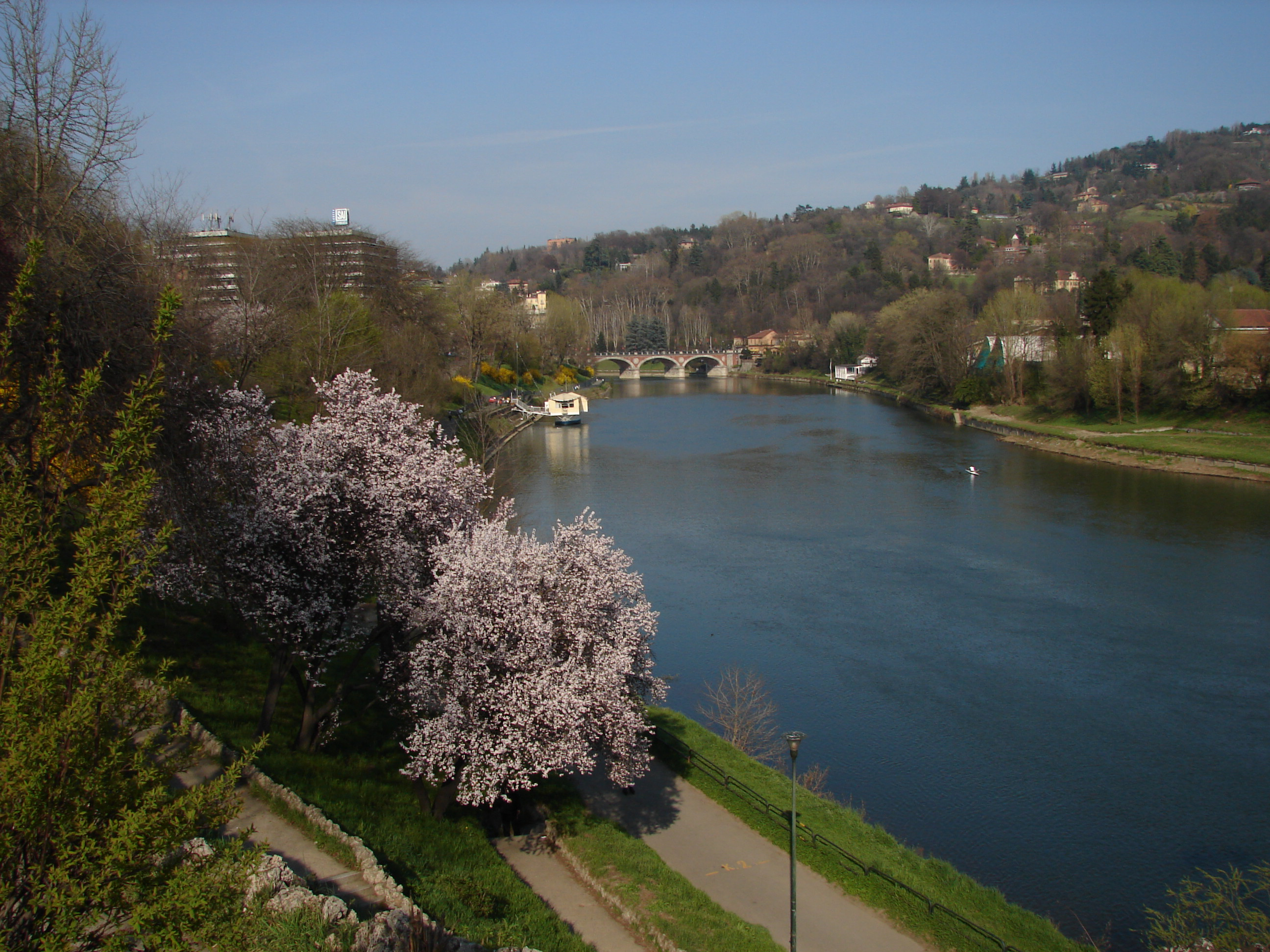
流经都灵市区的波河

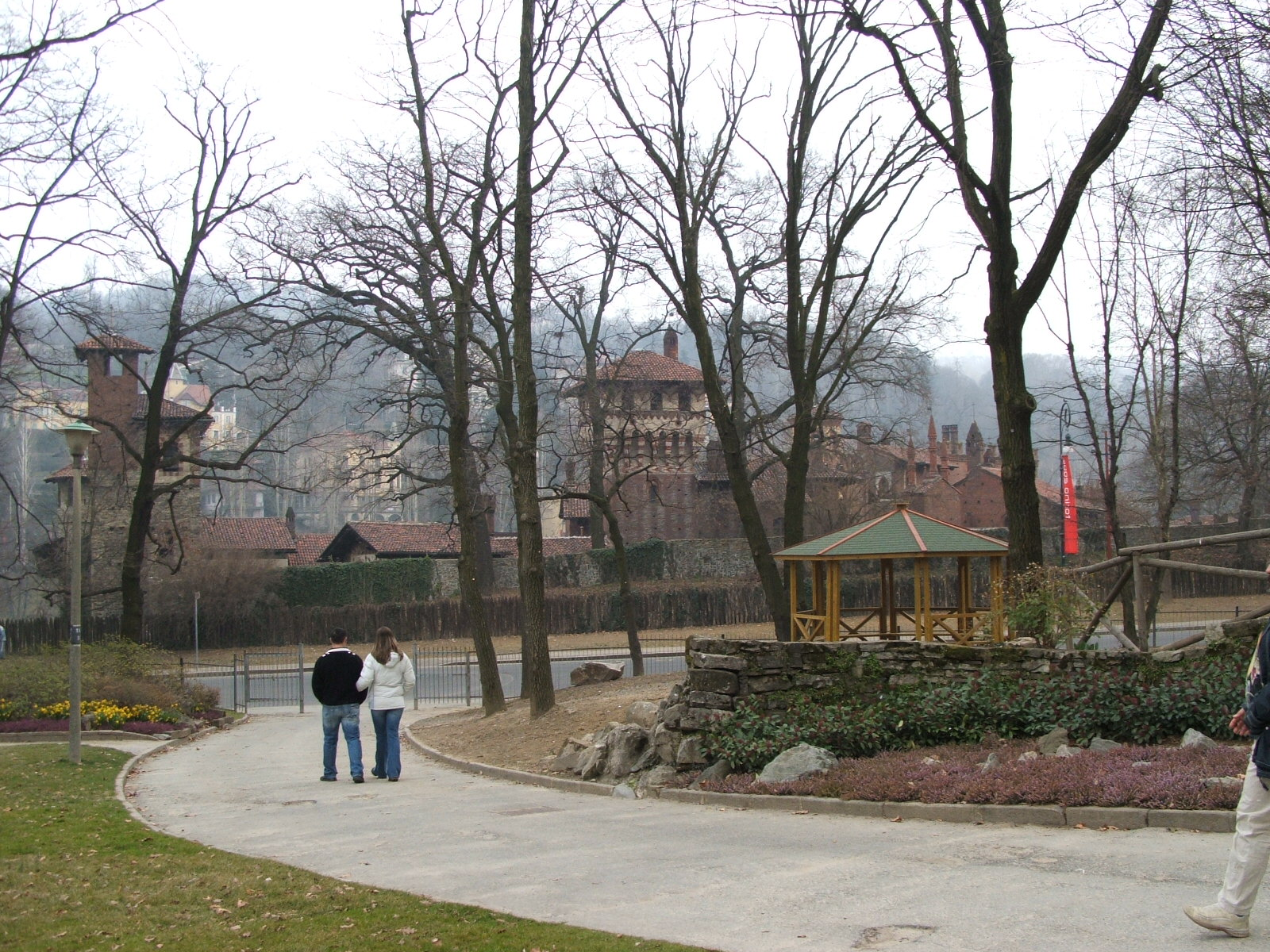
瓦伦蒂诺公园

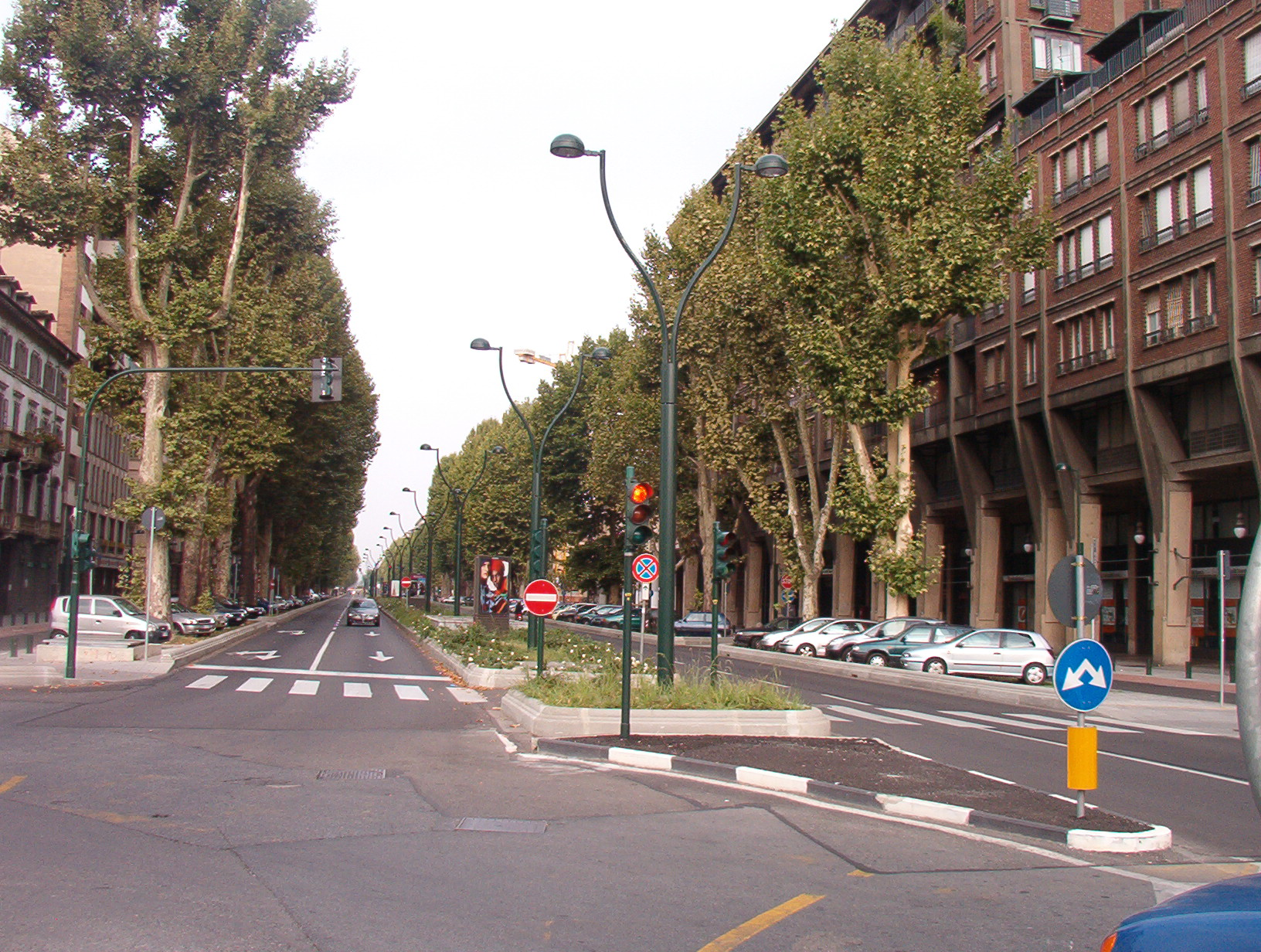
法兰西路

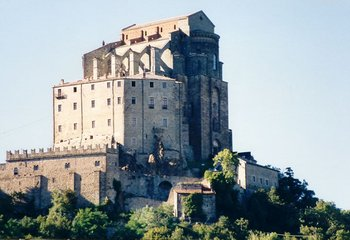
圣弥额尔修道院

对都灵的一大误解是：这是一座灰色工业城市。实际上，它是意大利拥有公共绿地最多的城市。在总计130km²的市区面积中，有18.2 km²是绿色区域，人均绿地面积将近18.5m²。整个城市，有沿街树木60,000颗和公园树木100,000颗。 此外，都灵是意大利首座实行垃圾分类的居民人数超过500,000的城市。根据2007年的数据，占市区总人口的40.7%。
都灵市区有51座公园。市内最大及市民最常去的公园是：瓦伦蒂诺公园、帕莱里纳公园、科莱塔公园、里尼奥恩公园和新开的科洛内蒂公园。在城市周边，还有曼德里亚公园、斯图皮尼吉猎宫公园(也是萨沃亚王室的王家猎苑)以及坐落于都灵丘陵的公园。在各个街区还有很多小公园，总计有240处市民休闲区。1960年代初，在市长阿梅代奥·佩龙的主持下，修建了意大利第一座儿童游乐园。根据2007年的Legambiente报告，都灵是意大利最关心儿童的城市。.
林荫道是都灵的一大特色，它们的历史甚至早于巴黎那举世闻名的林荫大道。巴黎的林荫大道是1860年代，由奥斯曼男爵所设计的。而都灵的林荫道则要追溯到1808年，当时的规划是把建于17世纪、连接萨沃亚王室建筑的道路都改建成林荫道。 据统计，都灵林荫道的总长度达到320km²。
面积最大的十座公园如下：

### 郊区景点
- 圣弥额尔修道院
- Abbazia di Sant'Antonio di Ranverso
- Sacro Monte di Belmonte
- Forte di Fenestrelle
- Forte di Exilles

## 经济

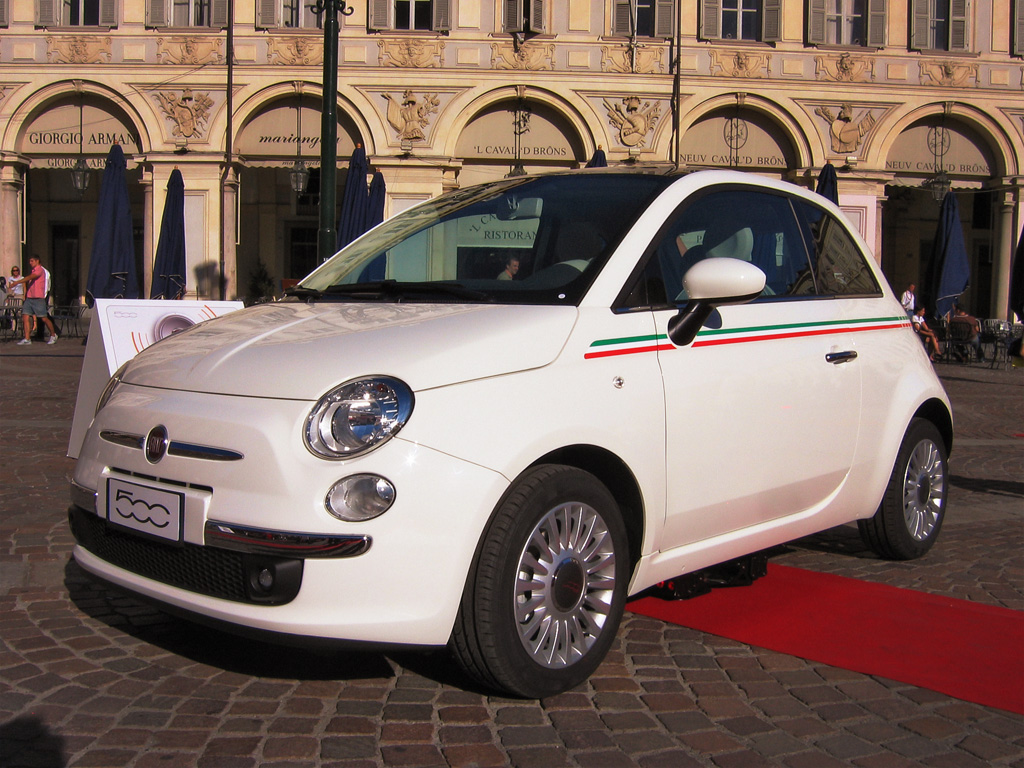
Nuova Fiat 500 (Anno 2007)

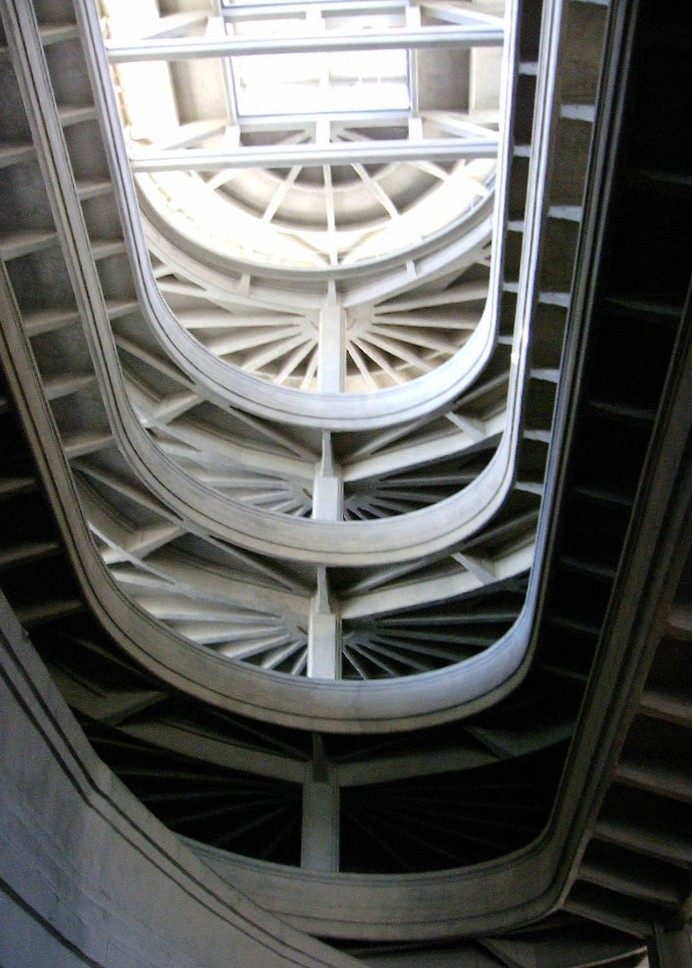
Scala per le automobili Lingotto

都靈是意大利全國乃至歐洲重要的工業城市之一，亦是世界四大汽車城之一。包括菲亞特集團在內的多個汽車品牌總部位於該市，空中巴士公司的引擎製造基地亦設置在都靈。許多世界五百強企業的總部亦位於都靈，電子加工產業佔據絕大多數。此外，都靈還是歐洲的電力煉鋼業中心城市之一。
都灵，连同它的城市圈，在经济上仅次于罗马和米兰，在意大利排名第三。2004年，都灵的GDP是254.39亿欧元(占全国的2.2%)，而整个城市圈则总计441.46亿欧元(占全国的3.8%)。 城市人均收入达到29,400欧元，城市圈的人均收入则有27,300欧元。根据经济和财政部的数据，都灵的可课税收入为124.55亿欧元，在意大利排名第三。 都灵以及都灵省还在意大利出口榜上排名前列，是意大利出口额第二多的省份，占全国的5.2%。

由于汽车制造厂商菲亚特以及它的相关企业的存在，再加上巧克力产业和甜食产业，都灵拥有众多意大利知名企业。事实上，除了菲亚特是在都灵成立以外，还有很多企业是在都灵成立的，如电信企业皮埃蒙特水电公司SIP即后来的意大利电信，Seat黄页，EIAR即后来的RAI，Lavazza，Azimut Yachts，Cirio，工业保险公司，王家互助保险，公牛保险，蓝旗亚，乔治亚罗意大利设计室，吉亚，Italgas，Bertone，宾尼法利纳，Farid（欧洲领先的生产垃圾收集工具的公司），Caffarel（成立于1826年，世界首家巧克力工厂），Carpano（发明苦艾酒的公司），Martini & Rossi，Aurora，波旁，Brooksfield，Fisico，Invicta，卡帕，Superga，Jaggy，Carlo Pignatelli，Kristina Ti，Lancetti，De Fonseca。还有重要的全国性银行 Istituto Bancario San Paolo di Torino（如今的意大利联合圣保罗银行）和la Cassa di Risparmio di Torino（如今的裕信银行）。
2006年，都灵省有231,645家注册企业(112,255家位于都灵)，几乎占皮埃蒙特注册企业的50%以及意大利注册企业的4%。最近几年，这个数字还在不断增长，尤其是在建筑业、旅游业和服务业。其中21,987家企业的老板是外国移民，多半是非欧盟移民。
最近几年，都灵经历了一个漫长的工业转变阶段。一方面是因为菲亚特处于危机之中，另一方面是很多本国企业把自己的生产线搬到了发展中国家。在20世纪80年代，都灵经受了由工业转变为第三产业的阵痛，但还保持着意大利和欧洲主要的工业中心之一的地位。由于菲亚特集团的汽车出口量回升，2006年意大利的GDP有了很高的增长，同时这也带动了配套企业（除了菲亚特、依维柯和蓝旗亚的工厂和办公室，在都灵还有宾尼法利纳、Bertone和乔治亚罗）以及相关保险企业的复苏。而通用汽车也打破了与菲亚特达成的商业和生产协议，决定在都灵保留一座重要的研究基地来实验柴油引擎。

## 文化

### 大学
- 都灵大学 (Università degli Studi di Torino)
- 都灵理工大学 (Politecnico di Torino)
- 都灵欧洲设计学院 (Istituto Europeo di Design)
- 都灵美术学院（Accademia Albertina di belle arti di Torino)
- 都灵音乐学院（Conservatorio di Musica Giuseppe Verdi di Torino)

## 体育

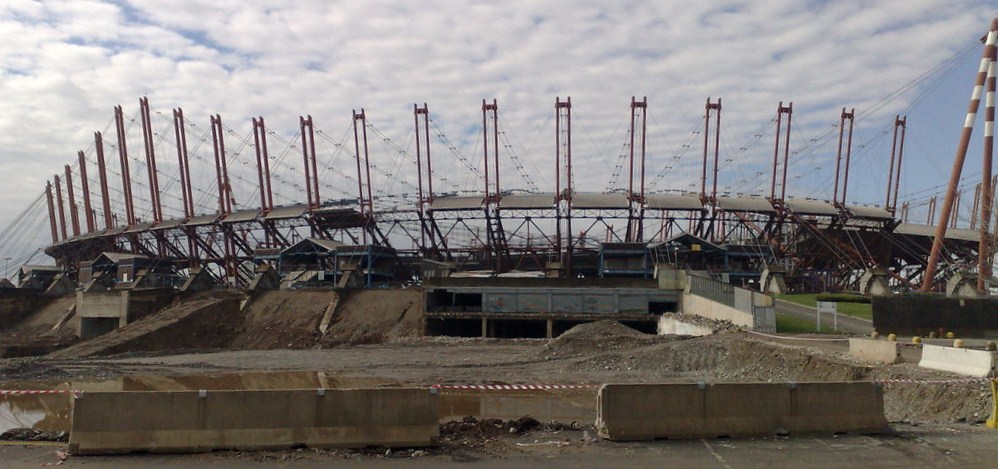
2009年春天拆除阿尔卑斯球场，尤文图斯足球俱乐部将在原位置修建拥有41,000个座位的尤文图斯球场

### 足球
该市有兩支有名的职业足球隊：（Juventus）和（Torino），目前两家球队皆属于意大利足球甲级联赛，其中尤文图斯多次获得聯賽冠軍。